# إيزيس
إيزيس هي إلهة رئيسة في الديانة المصرية القديمة والتي انتشرت عبادتها في العالم اليوناني الروماني. ذُكرت إيزيس لأول مرة في المملكة المصرية القديمة (2686-2181 ق.م) كإحدى الشخصيات الرئيسة في أسطورة أوزوريس، إذ قامت بإحياء زوجها الملك الإلهي المذبوح أوزوريس، كما أنجبت وريثه حورس وقامت بحمايته. كان يُعتقد أن إيزيس ترشد الموتى إلى الحياة الآخرة كما ساعدت أوزوريس، وكانت تُعتبر الأم الإلهية للفرعون إذ كان يُشبّه بابنها حورس. تمثلت مساعدتها الأمومية في تعويذة الشفاء لمساعدة عامة الشعب. في الأصل لعبت إيزيس دورًا صغيرًا في الترانيم الملكية وفي شعائر وطقوس المعابد، إلَّا إنَّها كانت أكثر أهمية في طقوس الدفن وفي النصوص السحرية. غالبًا ما كانت تُمثل في الفن كأُنثى بشريَّة تلبس ما يشبه العرش على رأسها. أثناء المملكة الحديثة، أخذت السمات التي كانت تتمتع بها حتحور -الإلهة البارزة سابقًا- إذ أصبحت إيزيس تُمثَّل وهي تلبس ملابس حتحور، وعلى رأسها قرص الشمس بين قرني بقرة، كما كانت تُمثل حتحور سابقًا.
في الألفية الأولى قبل الميلاد أصبح إيزيس وأوزوريس أكثر الآلهة المصرية عبادة، وأخذت إيزيس العديد من سمات الآلهة الأخرى. بدأ حكام مصر وحكام جيرانها جنوبا في النوبة بناء المعابد المكرسة خصيصا لإيزيس، كما كان معبدها في فيلة أحد أهم المراكز الدينية للمصريين والنوبيين على حد سواء. كانت قوى إيزيس السحرية أقوى من كل باقي الآلهة، كما كان يُقال أنها تحمي المملكة من أعدائها، لتحكم السماوات والعالم الطبيعي، ولتسيطر على القدر نفسه.
في الفترة الهلنستية (323-30 ق.م) عندما حكم اليونانيون مصر، عبد المصريون واليونانيون إيزيس بالإضافة إلى إله جديد اسمه سيرابيس. انتشرت عبادتهما في عالم البحر المتوسط الأوسع. أسبغ اليونانيون على إيزيس بعض السمات التي تميزت بها الآلهة اليونانية، مثل اختراع الزواج وحماية السفن في البحر، وحافظت على روابط قوية بين مصر والآلهة المصرية الأخرى التي انتشرت في العصر الهلنستي مثل أوزوريس وهاربوكراتيس. مع استيعاب روما للثقافة الهلنستية في القرن الأول قبل الميلاد، أصبحت عبادة إيزيس جزءًا من الديانة الرومانية. وعلى الرغم من أن عبدتها كانوا جزءًا صغيرًا من الإمبراطورية الرومانية، إلا أنهم كانوا منتشرين في كل أرجائها. بدأ أتباعها في تطوير بعض المهرجانات مثل مهرجان «ممر إيزيس»، بالإضافة إلى بعض الاحتفالات الجديدة التي كانت تشبه عبادات الأسرار اليونانية الرومانية. قال بعض الأتباع أنها شملت كل قوى الآلهة الإناث في العالم.
انتهت عبادة إيزيس مع انتشار المسيحية في القرنين الرابع والخامس ميلاديا. أثَّرت عبادتها في المعتقدات والممارسات المسيحية مثل تبجيل مريم، إلا أن دلائل هذا التأثير لا تزال مبهمة وعليها الكثير من الخلاف. استمرت إيزيس في الظهور في الثقافة الغربية خاصة في التعاليم الباطنية الغربية وفي الوثنية الجديدة غالبًا كتشخيص للطبيعة أو الجانب الأنثوي من الألوهية.

## الإلهة المصرية

### الاسم والأصل
في حين ظهرت بعض الآلهة المصرية في آخر عصر ما قبل الأسرات (قبل 3100 ق.م)، إلا أن كُلاً من إيزيس وزوجها أوزوريس لم يتم ذكرهما بوضوح قبل الأسرة الخامسة (2494-2345 ق.م). تشير مخطوطة من هذه الفترة إلى إيزيس من عصر الملك ني أوسر رع، كما تظهر إيزيس بوضوح في نصوص الأهرام، والتي بدأت كتابتها في نهاية الأسرة على الرغم من أن محتواها لا بد وأن يكون قد تطور قبل هذا بفترة طويلة. تربط العديد من العبارات في نصوص الأهرام إيزيس بمنطقة دلتا النيل قرب بهبيت الحجارة وسمنود، إذ غالبا بدأت عبادتها هناك.
ركز الكثير من الباحثين في اسم إيزيس في محاولة لتحديد أصله. كان اسمها المصري ꜣst أو «أست» والذي انحدر منه الاسم القبطي «عسي» (باللغة القبطية:ⲎⲤⲈ) ومنه إيزيس (باليونانية: Ἶσις) وهو الاسم الذي اشتق منه الاسم الحديث. يشتمل الاسم الهيروغليفي على علامة عرش، والذي ترتديه إيزيس أيضا على رأسها كعلامة على هويتها. يخدم الرمز بكونه رسما صوتيا، إذ يشكل الجزء «ست» من اسمها، إلا أنه ربما ارتبط أيضا بالعرش الفعلي. كان اسم العرش في اللغة المصرية هو «ست» أيضا وربما اشترك في المصطلح مع اسم إيزيس. لذلك يقترح عالم المصريات كورت سيثي أن إيزيس كانت في البداية تشيخصا للعروش. يوافق هنري فرانكفورت على ذلك إذ يعتقد أن العرش كان يعتبر أما للملك، وبالتالي إلهة بسبب قوته في تحويل الرجل إلى ملك. لا يتفق بعض الباحثين مثل يورغن أوسينغ وكلاوس كولمن مع هذا التفسير، بسبب الاختلافات بين اسم إيزيس وكلمة عرش أو بسبب انعدام الأدلة على أن العرش كان يُعتبر إلها.

### الأدوار

#### الزوجة والمتفجعة

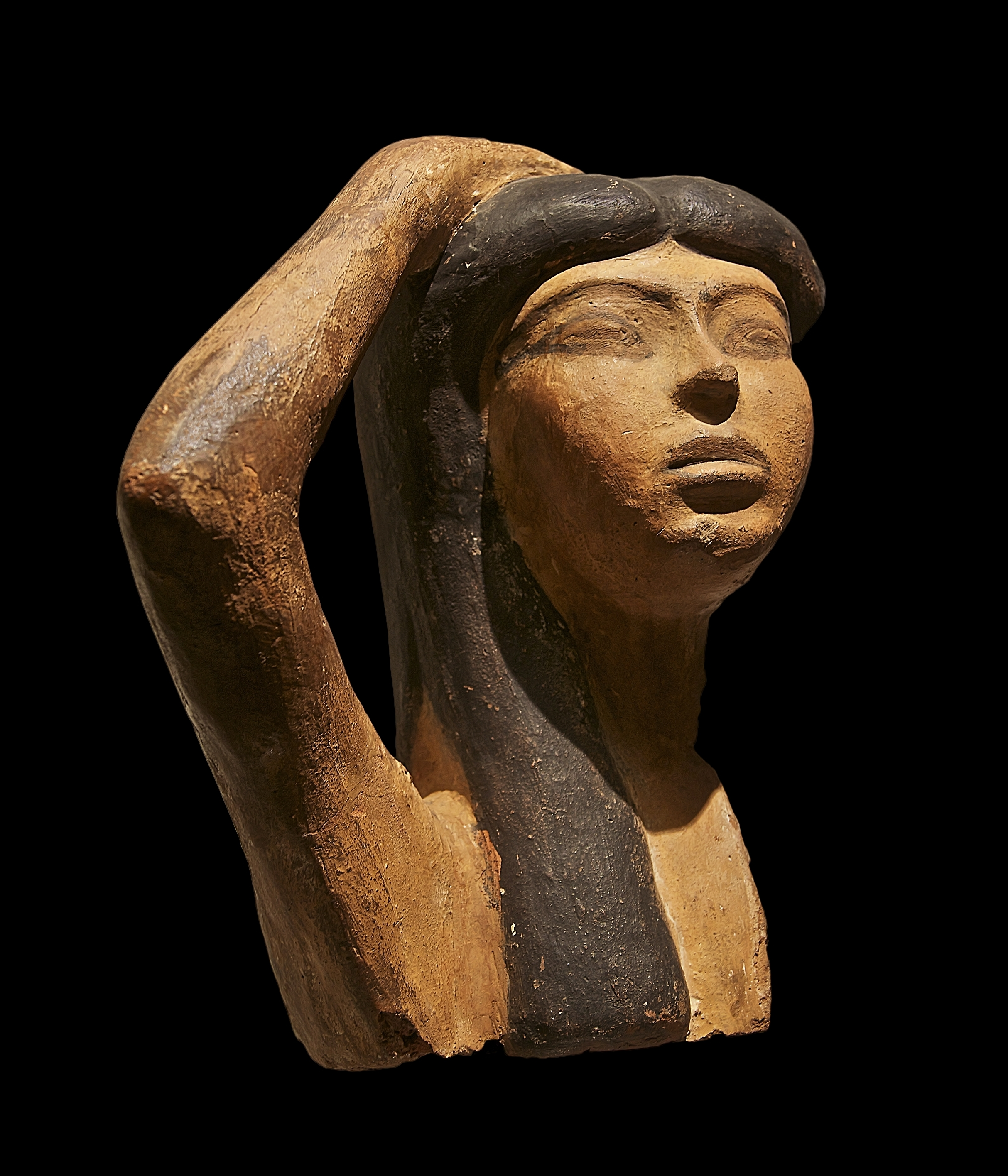
تمثال امرأة -غالبا إيزيس- في وضع متفجع من القرن الخامس عشر أو الرابع عشر ق.م

إيزيس جزء من التاسوع المقدس، وهي عائلة من تسعة آلهة تنحدر جميعها من الإله الخالق آتوم أو رع. كل من إيزيس وأوزوريس وست ونيفتيس هم آخر أجيال التاسوع، المولودين من جب إله الأرض ونوت إلهة السماء. قام الإله الخالق حاكم العالم الأصلي بتمرير سلطته على الأجيال الذكور من التاسوع حتى أصبح أوزوريس ملكا. إيزيس –زوجة إيزيس وأخته أيضا- هي ملكته.
قتل ست أوزوريس وفي عدة إصدارات من القصة قام بتقطيع جثته. قام كل من إيزيس ونيفتيس وآلهة أخرى مثل أنوبيس بالبحث عن قطع جثة أخيهم من أجل تجميعها. جهودهم هي النموذج المبدأي للتحنيط وغيره من الممارسات المصرية الجنائزية. طبقا لبعض النصوص، كان عليهم أيضا أن يحموا جثة أوزوريس من التشويه بواسطة ست وأتباعه. كانت إيزيس صورة للأرملة المتفجعة. ساعد حبها وحزنها هي ونيفتيس على إعادة أوزوريس من الأموات إلى الحياة، بالإضافة إلى ترتيل إيزيس لبعض التعويذات السحرية. احتوت النصوص الجنائزية على بعض أحاديث إيزيس والتي عبرت فيها عن حزنها على موت أوزوريس وعن رغبتها الجنسية تجاهه وحتى الغضب بسبب تركه لها. لعبت كل هذه المشاعر دورا في بعث أوزوريس، إذ كان من المفترض أن يستحثا عودته. في النهاية استعادت إيزيس النفس والحياة إلى جسد أوزوريس وجامعته لتضع ابنهما حورس. من هذه اللحظة عاش أوزوريس في الدوات فقط أو العالم السفلي. ولكن مع وجود ابن له ووريث ينتقم لموته ويرتل الشعائر الجنائزية لأبيه، فقد ضمنت إيزيس أن زوجها سيتحمل رحلة الحياة الآخرة.
يعتمد دور أوزوريس في الحياة الآخرة على هذه الأسطورة. تساعد إيزيس في استعادة أرواح البشر الموتى إلى التمام كما استعادت روح أوزوريس. مثل باقي الآلهة كحتحور، اعتبرت إيزيس كأم للموتى توفر لهم الحماية والتغذية. لذلك ومثل حتحور، أخذت أحيانا شكل أمنتت –إلهة الغرب- التي ترحب بأرواح الموتى في العالم الآخر كأطفالها. ولكن في معظم التاريخ المصري، كان يُعتقد أن الآلهة الذكور كأوزوريس كانوا يمتلكون قوى التجدد مثل القدرة الجنسية والتي كانت ضرورية من أجل الإحياء. كان يُعتقد أن إيزيس لديها القدرة على المساعدة عن طريق تقليد قدراته. أصبحت قوى الآلهة الأنثوية أكثر أهمية في الحياة الآخرة في آخر المملكة الحديثة. تؤكد العديد من النصوص الجنائزية البطلمية على أن إيزيس لعبت دورا هاما في الحبل بحورس عن طريق تحفيز زوجها الداخلي جنسيا. تصور العديد من الزخارف من الفترة الرومانية المصرية دور إيزيس المحوري في الحياة الآخرة، كما تخبرنا النصوص الجنائزية من تلك الفترة أنه كان يُعتقد أن النساء تنضم إلى حاشية إيزيس ونيفتيس في الحياة الآخرة.

#### الإلهة الأم

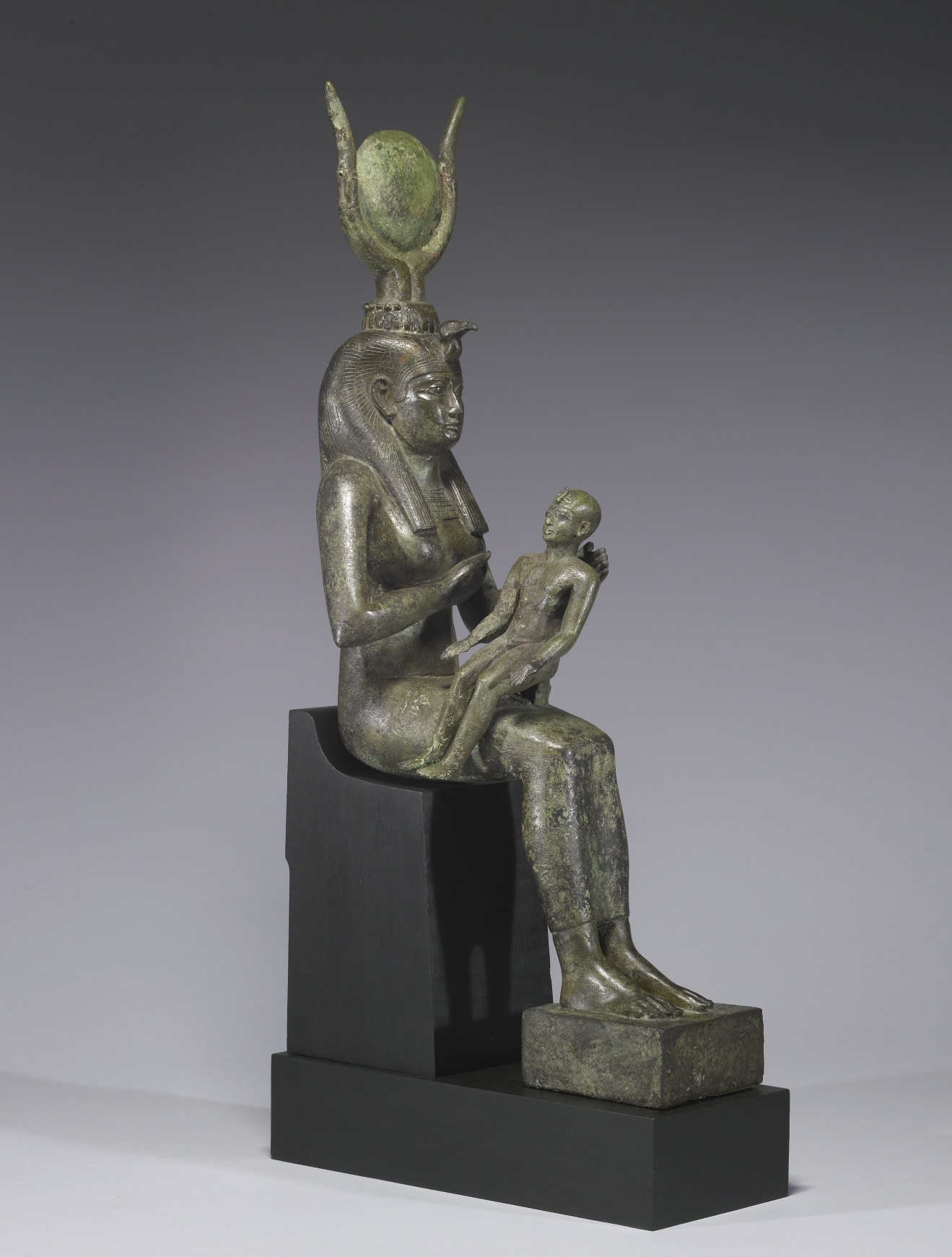
إيزيس ترضع حورس، القرن السابع ق.م

تُعامل إيزيس على أنها أم حورس حتى في النسخ الأولى لنصوص الأهرام. إلا أنه هناك علامات على أن حتحور كانت تُعتبر أم حورس في البداية، كما جعلت بعض التقاليد القديمة حورس ابنا مباشرا لنوت وأخا لإيزيس وأوزيريس. ربما أصبحت إيزيس أمًا لحورس بعد أن تشكلت أسطورة إيزيس وأوزوريس في المملكة القديمة، إلا أنه ومن خلال علاقتها به، أصبحت تعتبر صورة الإخلاص الأمومي.
في الشكل المتطور من الأسطورة، تلد إيزيس حورس بعد حمل طويل وولادة متعسرة على أيكة من البردي في دلتا النيل. مع نمو ولدها كان عليها أن تحميه من ست وعدة مخاطر أخرى كالثعابين والعقارب والأمراض البسيطة. في بعض النصوص، سافرت إيزيس بين البشر طالبة مساعدتهم. طبقا لأحد القصص، سافر سبعة آلهة من العقارب معها لحمايتها والذين انتقموا من امرأة غنية رفضت مساعدة إيزيس عن طريق لدغ ابنها، مما جعل الأمر ضروريا للإلهة أن تشفي الطفل البرئ. ساهمت سمعة إيزيس كإلهة عطوفة تحاول تخفيف معاناة البشر في قبولها الواسع.
استمرت إيزيس في مساعدة ابنها عندما تحدى ست لاستعادة عرشه الذي سلبه ست من والده. على الرغم من الخلاف أحيانا بين الابن وأمه لدرجة أن حورس قطع رأس والدته واضطرت أن تستبدل رأسها برأس بقرة، إلا أن الأسطورة الأصلية تقول أن إيزيس كانت تلبس قرني بقرة على رأسها منذ البداية.
امتد الجانب الأمومي في إيزيس إلى آلهة أخرى أيضا. تحكي نصوص التوابيت من المملكة الوسطى (2055-1650 ق.م) أن أولاد حورس الأربعة –آلهة جنائزية يعتقد أنها تحمي الأعضاء الداخلية للموتى- كانوا من نسل إيزيس والصورة الكبيرة من حورس. في نفس العصر، كان حورس يُصور مع إله الخصوبة مين، لذا فقد كان إيزيس تعتبر أم مين. أحد صور مين والمعروفة باسم كاموتيف –«ثور والدته»- والذي كان يمثل تجديد الآلهة والملوك، قيل أنه جعل أمه حبلى كي يلد نفسه. لذلك كانت إيزيس تعتبر أيضا زوجة مين. ربما تقع فكرة الملكية هذه أيضا وراء أحد التقاليد المكتشف في بعض النصوص عن أن حورس اغتصب إيزيس. لعب آمون –الإله المصري الأعظم أثناء المملكة الوسطى والحديثة- أيضا دورا في كاموتيف وعندما كان في صورته، كانت إيزيس أيضا زوجته. يقال أيضا أن آبيس –ثور كان يُعبد كإله حي في منف- كان ابن إيزيس ووالده أحد صور أوزيريس المعروفة باسم أوزيريس-آبيس. تُعرف أم كل ثور آبيس باسم «البقرة إيزيس» لهذا السبب.
تشمل قصة من بردية وستكار من المملكة الوسطى إيزيس بين مجموعة الآلهة التي تخدم كزوجات أثناء ولادة الملوك الثلاثة المستقبليين. تلعب إيزيس دورا مشابها في نصوص المملكة الحديثة والتي تصف الولادة الإلهية للفراعنة الحاكمين.
في بردية وستكار، تنادي إيزيس على الأبناء الثلاثة في وقت ولادتهم. ترى باربرا لسكو هذه القصة كعلامة على أن إيزيس كان لها القدرة على التنبؤ أو التأثير في الأحداث المستقبلية، مثل بعض الآلهة الأخرى التي كانت مسؤولة عن الولادة مثل شاي ورينينوتيت. تسمي النصوص من بعد ذلك بفترة طويلة إيزيس باسم «سيدة الحياة، وملكة القدر والمصير»، وتبين النصوص أن لها السلطة على شاي ورينينوتيت، مثل بعض الآلهة العظام كآمون والذي قيل أنه يفعل ذلك في عصور سابقة من التاريخ المصري. عن طريق سلطتها على هذه الآلهة، حددت إيزيس طول وجودة حياة البشر.

#### إلهة الملكية وحامية المملكة

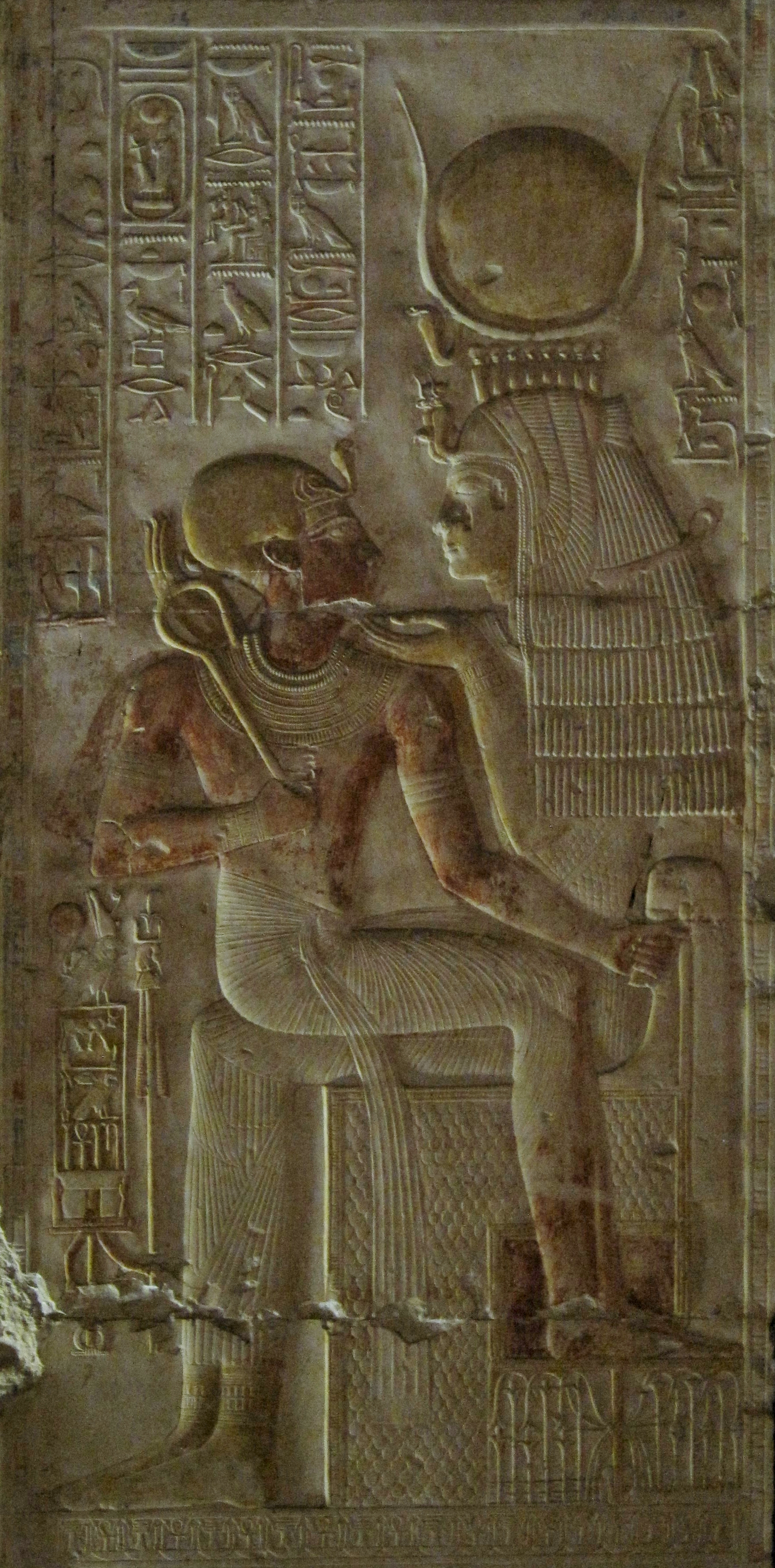
إيزيس وهي تحمل الفرعون سيتي الأول على حجرها، القرن الثالث عشر ق.م

تساوى حورس مع كل فرعون حي وأوزوريس مع سابق الفرعون الميت. لذلك كانت إيزيس الأم والزوجة الأسطورية للملوك. في نصوص الأهرام كانت أهميتها الرئيسة للملك في كونها أحد الآلهة التي تحميه وتساعده في الحياة الآخرة. نمت أهميتها في الفكرة الملكية في المملكة المصرية الحديثة. تظهر نقوش المعابد من هذه الفترة الملك وهو يرضع من ثدي إيزيس، فلم يقم لبنها فقط بشفاء ابنها، بل رمز إلى حقه الإلهي في الحكم. أكدت الفكرة الملكية بازدياد على أهمية الملكات كنظائر أرضية للإلهات والتي خدمت كزوجات للفرعون وكأمهات لوريث عرشه. في البداية كانت حتحور أهم هذه الإلهات، كنظير أنثوي لرع وحورس، والتي تم تصويرها فنيا على تيجان الملكات. ولكن بسبب ارتباطها الأسطوري مع الملكات، أخذت إيزيس أيضا نفس الألقاب والحقوق في كونها ملكة بشرية.
أصبحت أفعال إيزيس من أجل حماية أوزوريس ضد ست جزءا من جانب حربي أكبر من شخصيتها. تصور النصوص الجنائزية من المملكة الحديثة إيزيس في صورة رع وهو يبحر خلال العالم السفلي، إذ كانت من أحد الآلهة الكثيرة التي قهرت عدو رع اللدود أبوفيس. طلب الملوك أيضا قوتها السحرية الحامية ضد الأعداء من البشر. في معبدها البطلمي بفيله والذي يقع قرب الحدود مع شعوب النوبة الذين أغاروا أحيانا على مصر، وُصفت إيزيس بكونها حامية الأمة جمعاء وأنها أكثر فعالية في الحرب من «ملايين من الجنود»، وأنها تدعم الملوك البطلميين والأباطرة الرومان في محاولتهم صد أعداء مصر الخارجيين.

#### إلهة السحر والحكمة
عُرفت إيزيس أيضا بقواها السحرية، والتي مكنتها من إحياء أوزوريس ومن حماية وشفاء حورس، كما عُرفت بدهائها. بفضل قواها السحرية، قيل أنها «أمهر من مليون إله». في عدة إصدارات من قصة المملكة الحديثة «منافسة حورس وست»، استخدمت إيزيس هذه القوى في مناورة ست أثناء صراعه مع ابنها. في حالة واحدة، تحولت إلى امرأة شابة والتي أخبرت ست أنها في صراع على الوراثة شبيه باغتصاب ست لتاج أوزوريس. عندما حكم ست بأن الوضع غير عادل، سخرت إيزيس منه قائلة بأنه قد حكم على نفسه بأنه مخطئ. في نصوص تالية، استخدمت قواها في التحول لقتال وتدمير ست وأتباعه.
كانت العديد من القصص حول إيزيس فواتح أو مقدمات لنصوص سحرية والتي تصف الأحداث الأسطورية المرتبطة بالهدف المرجو من التعويذة. في أحد التعويذات، خلقت إيزيس ثعبانا يلدغ رع –الذي هو أكبر وأعظم منها- ليجعله مريضا بسمه. بعد ذلك عرضت أن تشفي رع إذا أخبرها اسمه الحقيقي السري، وهي معلومة تحمل معها قوة لا متناهية. بعد إجبار طويل، أخبرها رع اسمه والذي نقلته إلى حورس كي تدعم سلطته الملكية. قد يكون المعنيّ من القصة توضيح سبب أن قوى إيزيس السحرية تتخطى كل الآلهة الأخرى. ولكن لأنها استخدمت السحر لإجبار رع، فإن القصة تعتبرها تمتلك هذه القوى حتى قبل أن تعرف اسمه السري.

#### إلهة السماء

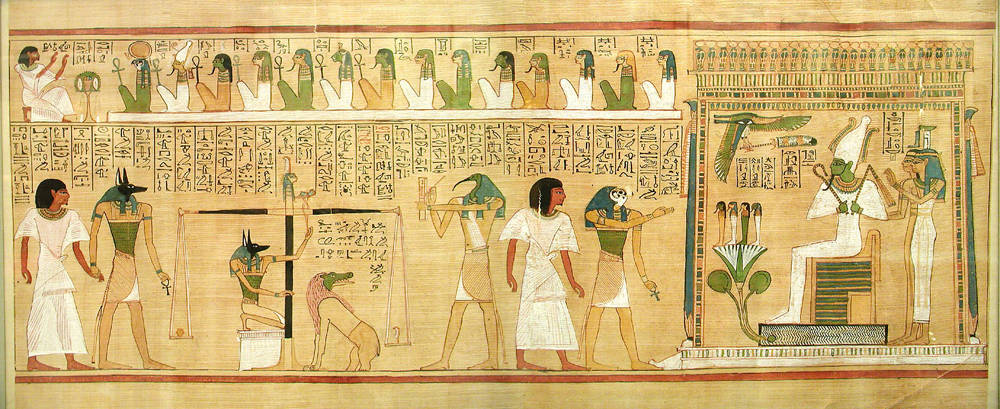
محكمة الموتى من كتاب الموتى (ملف بردي «حونيفر» من الأسرة التاسعة عشر)، بالمتحف البريطاني. إيزيس ونفتاي تقفان خلف أوزيريس في العالم الآخر في استقبال الموتى الصالحين. إثنان من الموتي في الصورة يلبسون ملابسا بيضاء.

الأدوار العديدة التي لعبتها إيزيس أعطتها مكانة هامة في السماء. تربط ممرات في نصوص الأهرام إيزيس بسوبديت –الإلهة المتمثلة في نجم الشعرى اليمانية-، وعن علاقتها بزوجها ساح (كوكبة الجبار) وابنهما سوبدو التي توازي علاقة إيزيس بأوزوريس وحورس. يعطي الشروق النجمي لسوبديت –قبل فيضان النيل تماما- علاقة حميمة بالفيضان ونمو النباتات التالي له. جزئيا بسبب علاقتها مع سوبديت، ارتبطت إيزيس أيضا بالفيضان، والذي كان يعتبر الدموع التي سكبتها على أوزوريس. بحلول العصر البطلمي ارتبطت إيزيس بالمطر والذي يطلق عليه المصريون في نصوصهم «النيل في السماء» مع الشمس الإله رع الحامي ومع القمر، غالبا بسبب ارتباطها بإلهة القمر الإغريقية أرتميس عن طريق علاقة مشتركة هي إلهة الخصوبة المصرية باستيت. في أحد الترانيم المنقوشة في فيله، أطلق على إيزيس «سيدة السماء» التي توازي سيطرتها على السماء سيطرة أوزوريس على دوات (العالم السفلي) وملكية حورس على الأرض.

#### الإلهة الكونية
في العصر البطلمي شملت دائرة تأثير إيزيس الكون كله. لكونها الإلهة التي تحمي مصر والتي تؤيد ملكها، كان لها سيطرة على كل الأمم، وكمسببة للمطر فهي التي تنعش العالم الطبيعي. تستمر الترانيم في فيله التي بدأت بتسميتها سيدة السماء وتقوم بتمديد سلطتها ففي ذروتها تشمل سيطرتها السماء والأرض ودوات. تقول الترانيم أن سيطرتها على الطبيعة تنعش البشر وتبارك الموتى والآلهة. تطلق بعض الترانيم الأخرى من العصر البطلمي على إيزيس اسم «الجوهر الجميل لكل الآلهة». على طول التاريخ المصري، وُصفت الكثير من الآلهة الصغيرة والكبيرة بمثل هذه الصفات العظيمة. آمون خاصة كان يوصف بذلك في المملكة الحديثة، إلا أنه في مصر الرومانية أصبحت إيزيس هي من توصف بذلك. لا تنفي هذه النصوص وجود الآلهة الأخرى ولكن تعاملهم على أنهم جوانب من الإلهة العظمى.
في آخر العصور البطلمية والرومانية احتوت العديد من المعابد على أسطورة الخلق التي حملت أفكارا قديمة عن الخلق لكي تعطي الآلهة أدوارها الرئيسة. في فيله توصف إيزيس بأنها الخالقة بنفس الطريقة التي وصفت بها النصوص القديمة أعمال الإله بتاح، الذي قيل أنه صمم العالم ونحته وأوجده. مثله أصبحت إيزيس هي من كونت الكون «عن طريق ما تصوره قلبها وما خلقت يداها».
مثل آلهة أخرى في التاريخ المصري، كان لإيزيس صورا متعددة في مراكز عبادتها الشخصية، إذ ركز كل مركز منها على جانب مختلف من شخصيتها. ركزت عبادة إيزيس المحلية على السمات المميزة للإلهة بدلا من التركيز على عالميتها، في حين عاملت بعض الترانيم المصرية لإيزيس الآلهة الأخرى في مراكز العبادة المنتشرة في مصر وعلى كل ساحل المتوسط كصور منها. يقول نص من معبد إيزيس في دندرة «في كل مقاطعة مصرية هي هنالك في كل مدينة وقرية، في كل مقاطعة تجدها هي وابنها حورس».

### الأيقونية
في الفن المصري، كانت إيزيس غالبا ما تصور في صورة امرأة لها سمات الآلهة النموذجية: فستان رقيق وحزمة من البردي في يد وعلامة الحياة عنخ في اليد الأخرى. كان غطاء رأسها الأصلي عرشًا يُستخدم لكتابة اسمها. غالبا ما تظهر إيزيس ونيفتيس معا خاصة عند الشجب على موت أوزوريس أو وضعه على عرشه أو عند حماية توابيت الموتى. في هذه الظروف غالبا ما تكون أيديهما عند رأسيهما في إشارة على الشجب، أو تكون ممتدة حول أوزريس أو الميت كإشارة على دورها في حمايته. في هذه الظروف كانا غالبا يصوران في صورة حدأة أو امرأة لها جناحي حدأة. ربما تكون هذه الصورة ملهمة من تشابه صوت الحدأة مع صوت عويل النساء، أو بسبب تشابه بين بحث الحدأة عن الجيفة وبين بحث الإلهتين عن أخيهما الميت. ظهرت إيزيس أحيانا في صورة حيوانات أخرى مثل الخنزيرة والتي تمثل صفات الأمومة، وكبقرة خاصة عند ارتباطها بأبيس، أو كعقرب. أخذت إيزيس أيضا صورة شجرة أو امرأة تبرز من شجرة والتي تقدم الطعام والمياه للموتى أحيانا. أشارت هذه الصورة إلى الإطعام الأمومي الذي تقوم به.
مع بداية المملكة الحديثة –وبفضل العلاقات القوية بين إيزيس وحتحور- أخذت إيزيس سمات الإلهة الأخرى مثل صوت السيستروم ووجود قرص الشمس بين قرني بقرة على رأسها. أحيانا يُدمج كل من غطائي رأسها بإذ يكون العرش فوق قرص الشمس بين قرني بقرة. في نفس العصر، بدأت إيزيس تلبس نفس ملابس الملكات البشريات، مثل تاج على شكل نسر على رأسها والكوبرا الواقفة على جبينها. في الفترة البطلمية والرومانية، أظهرت التماثيل والنقوش إيزيس في صورة شبيهة بالأسلوب اليوناني في النحت، مع صفات مجمعة من التقاليد المصرية واليونانية. عكست بعض هذه الصور علاقتها بإلهات أخرى في صورة روائية. تم تصوير إيزيس ثيرموتيس –دمج بين إيزيس ورينينوتت الذي مثل الخصوبة الزراعية- في شكل امرأة جسمها السفلي ثعبان. قد تمثل بعض التماثيل الصغيرة في شكل امرأة تكشف أعضاءها التناسلية دمجا بين إيزيس وأفروديت.
كان رمز تيت –شكل عقدة شبيهة بعنخ- يعتبر شعارا خاصا بإيزيس خاصة في المملكة الحديثة، على الرغم من وجوده قبل ذلك بفترة طويلة. غالبا ما كان يُصنع من الجاسبر الأحمر لارتباطه بدم إيزيس. كان الرمز يُستحدم كتميمة جنائزية، إذ كان يُعتقد أنه يمنح من يلبسه حماية إيزيس.

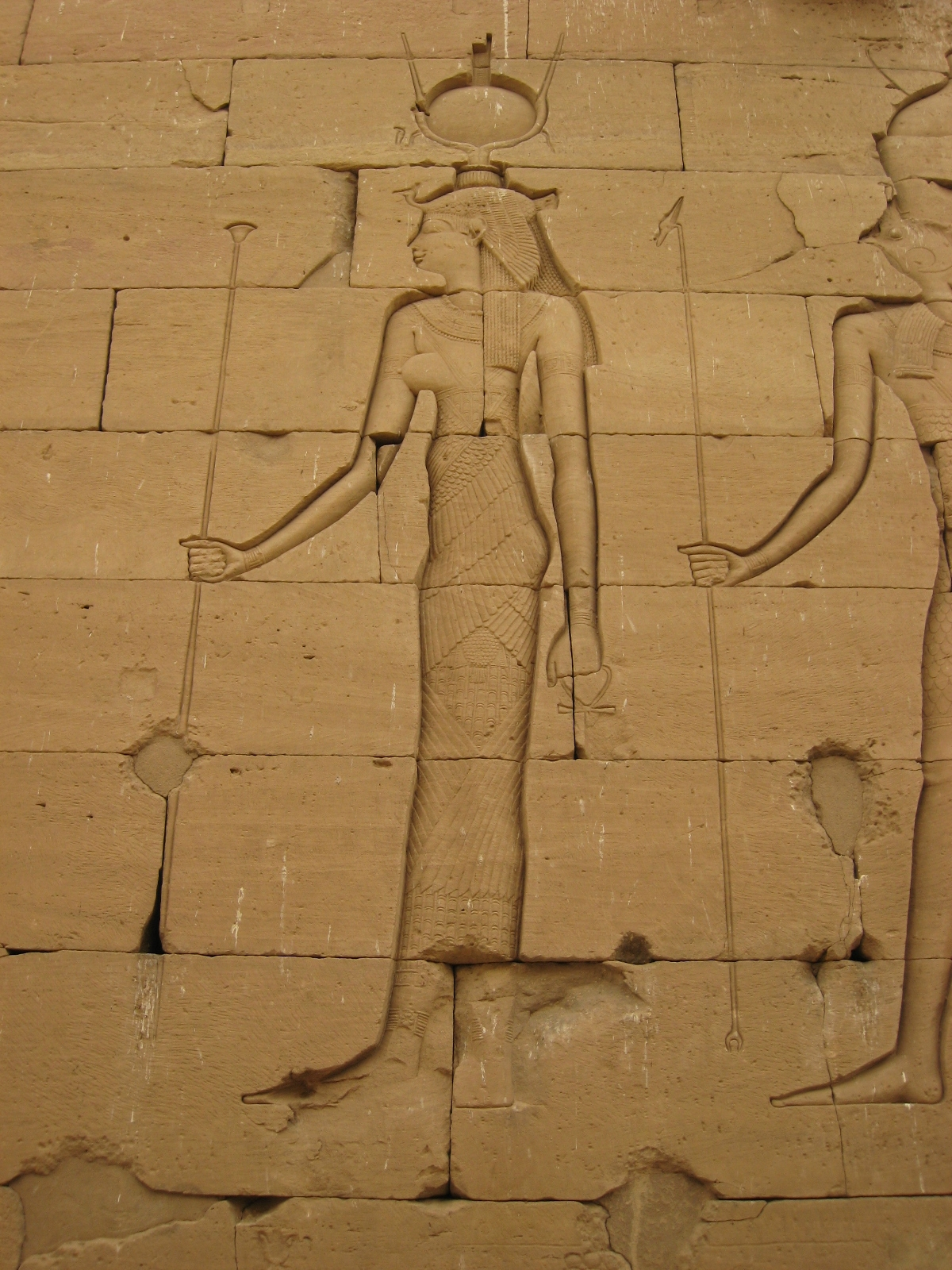
إيزيس مع كل من رمز العرش وقرني الثور بالإضافة إلى قوس النسر على رأسها. معبد كلابشة القرن الأول ق.م.
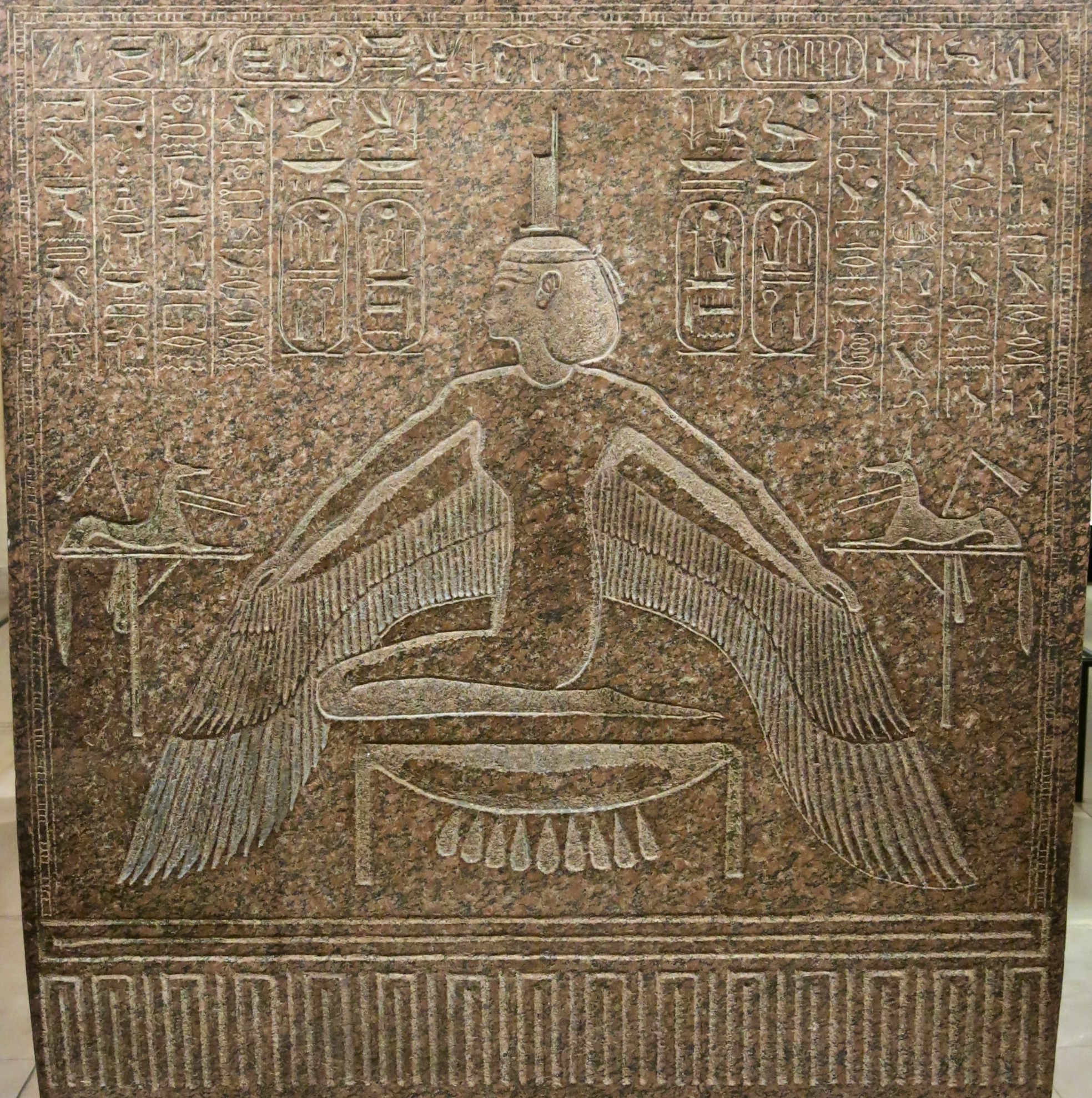
إيزيس المجنحة على تابوت رمسيس الثالث من القرن الثالث عشر ق.م
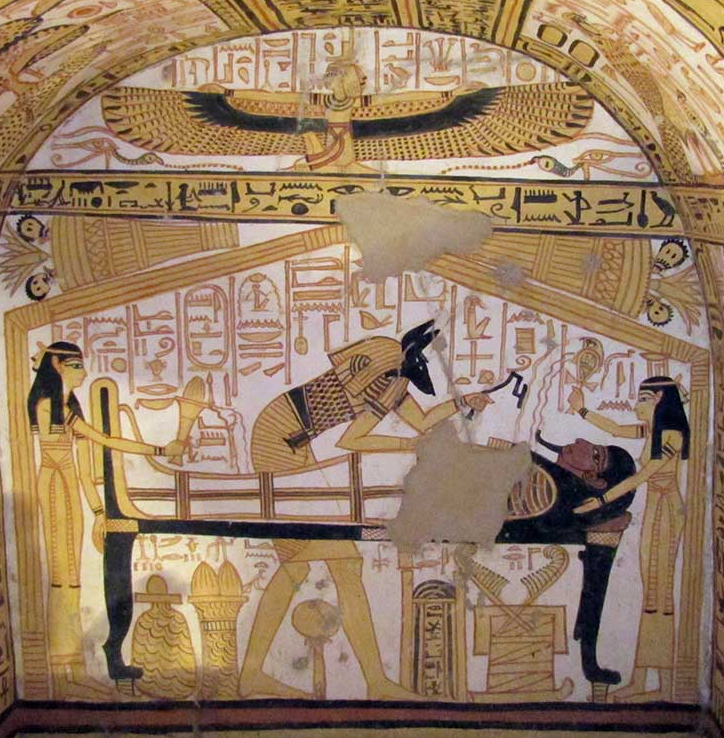
إيزيس (على اليسار) ونيفتيس تقف جانب أنوبيس وهو يبارك الميت. القرن الثالث عشر ق.م. تظهر إيزيس مجنحة أيضا في الأعلى.
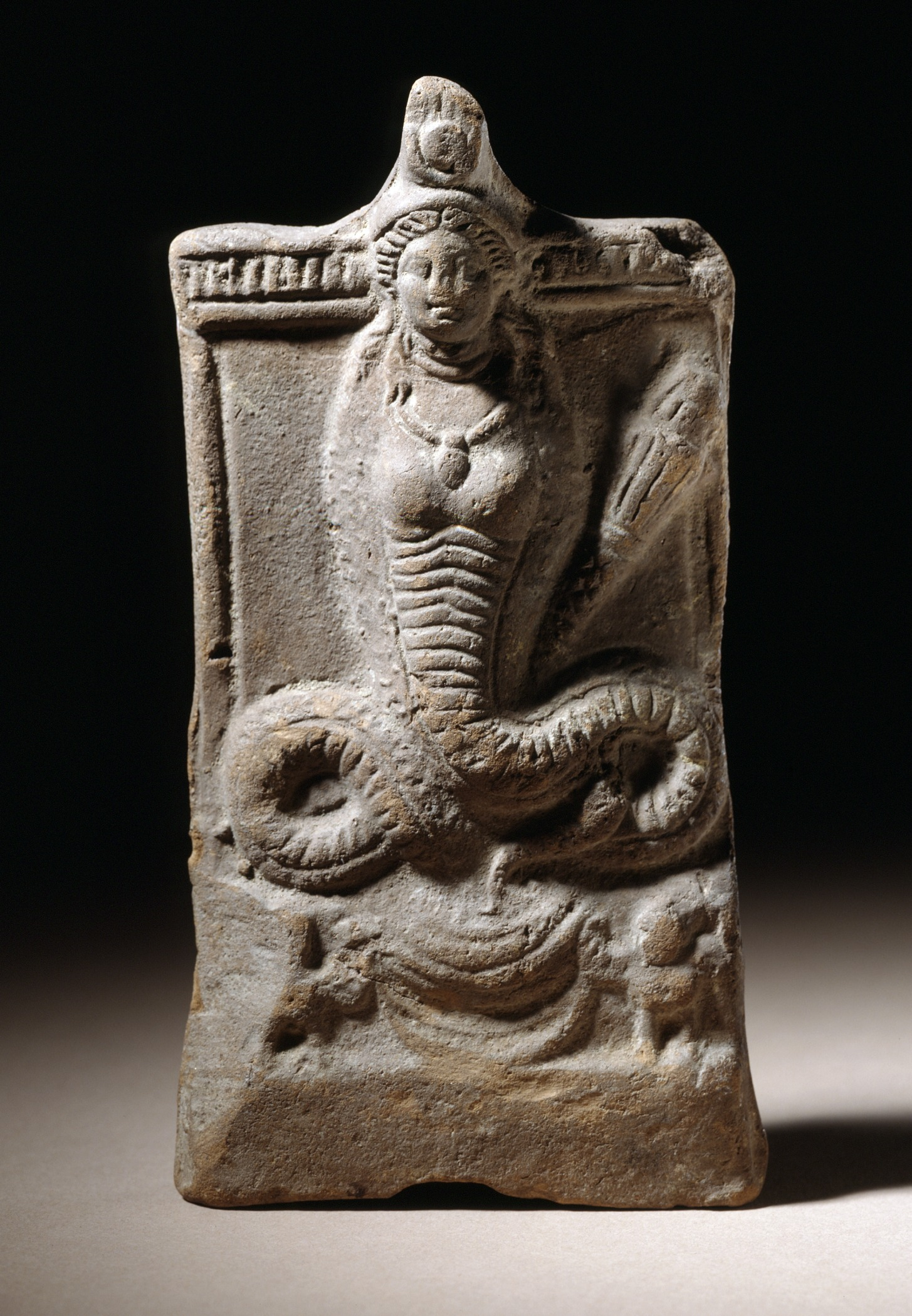
تمثال صغير لإيزيس-ثيرموتيس من القرن الثاني الميلادي
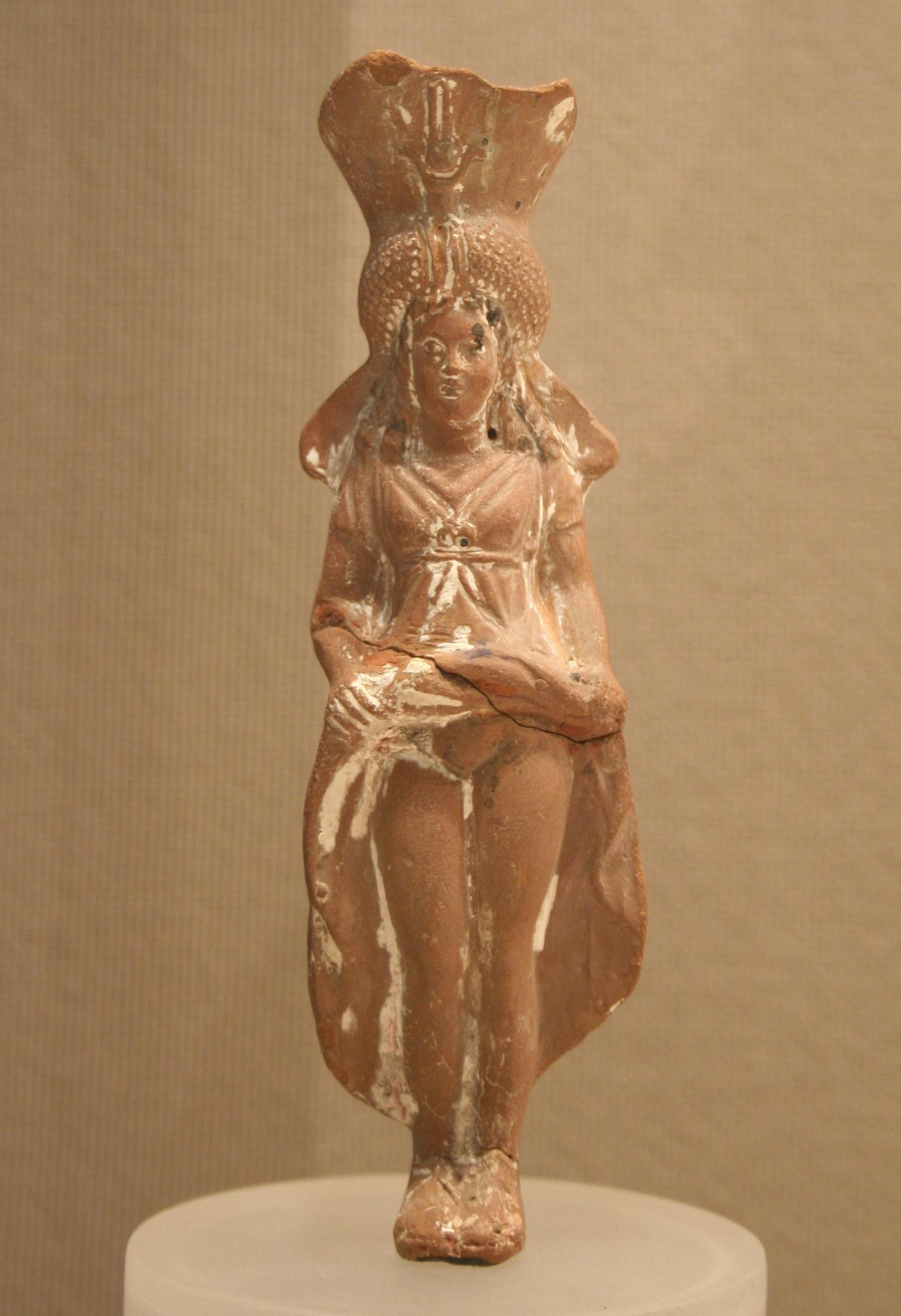
تمثال صغير لإيزيس-أفروديت من القرن الثاني ق.م
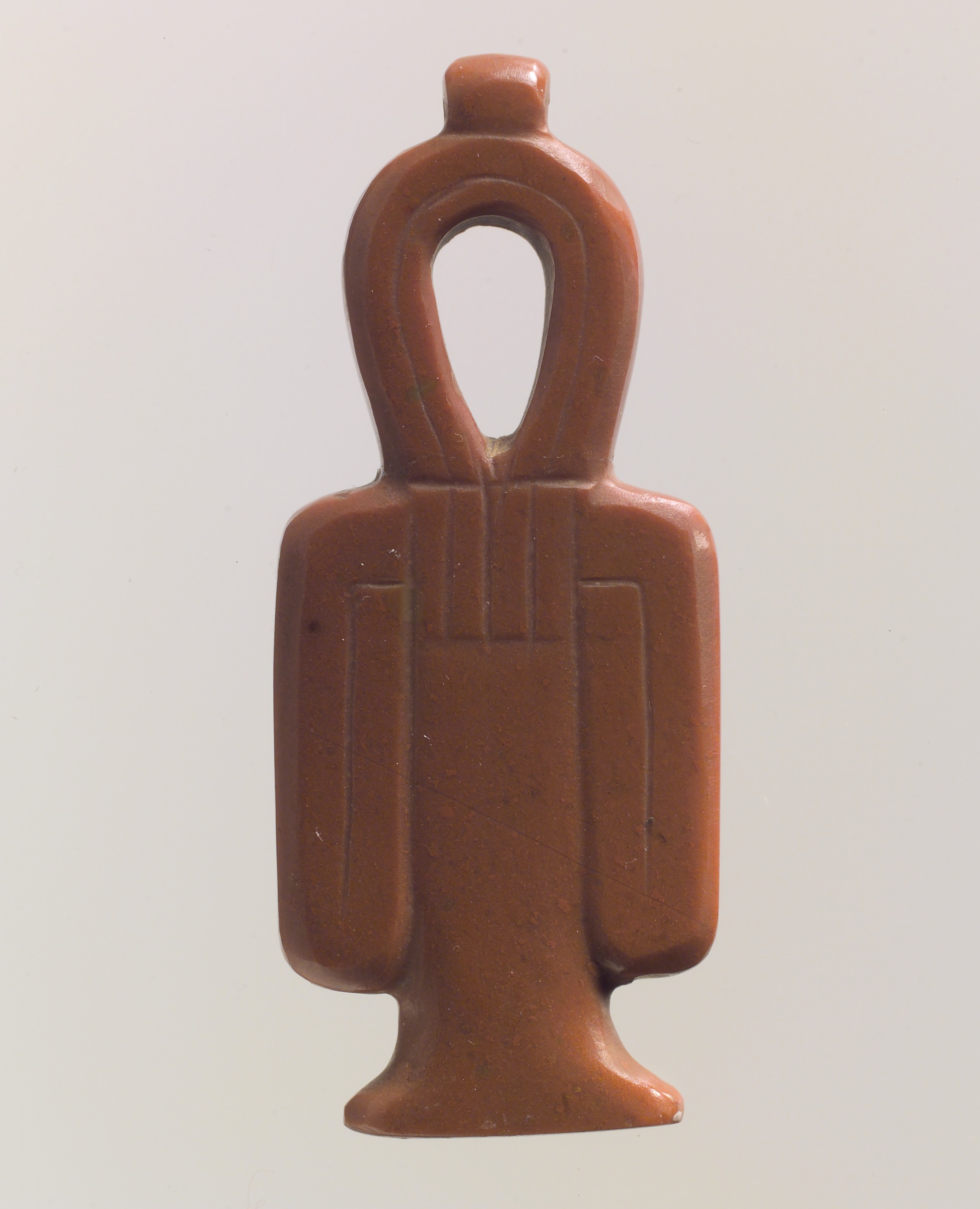
تميمة تيت من القرن الخامس عشر أو الرابع عشر ق.م

### العبادة

#### العلاقة بالملكية
على الرغم من أهميتها في أسطورة أوزوريس، إلا أن إيزيس كانت إلهة صغيرة في الأصل في الأيدولوجيا المحيطة بالملك الحي. لعبت إيزيس دورا صغيرا –على سبيل المثال- في بردية الرمسيوم الدرامية وفي مراسم تتويج الفرعون سنوسرت الأول من المملكة الوسطى. نمت أهمية إيزيس في المملكة الحديثة، عندما زاد ارتباطها بحتحور والملكة البشرية.
شهدت الألفية الأولى ق.م تركيزا مستمرا على العائلة الثلاثية إيزيس وأوزوريس وحورس وأدى ذلك إلى نمو رهيب في أهمية إيزيس. في القرن الرابع ق.م اعتبر خبر كارع من الأسرة الثلاثين إيزيس إلهته الراعية، رابطا إياها أكثر بالقوة السياسية. امتصت مملكة كوش –التي حكمت النوبة من القرن الثامن ق.م وحتى القرن الرابع الميلادي- واعتمدت الأيدولوجيا المصرية بخصوص الملكية. ساوت مملكة كوش بين إيزيس وبين القنداقة –ملكة أو أم الملك الكوشي-.
طور الملوك البطالمة اليونانيون –الذين حكموا مصر كفراعنة من 305 إلى 30 ق.م- أيديولوجيا جديدة والتي تربطهم بكل من الآلهة المصرية والآلهة اليونانية، من أجل تقوية مطالبتهم بالعرش في أعين المصريين واليونانيين. قبل ذلك بقرون، ربط اليونانيون الزائرون لمصر خطوطا بين الآلهة المصرية وبين آلهتهم في عملية عُرفت باسم الترجمة اليونانية. شبه هيرودوت –يوناني كتب عن مصر في القرن الخامس ق.م- بين إيزيس وديميتر، التي يشبه بحثها عن ابنتها بيرسيفون بحث إيزيس عن أوزوريس. ديميتر هي إحدى الإلهات اليونانية القليلة التي اعتمدها المصريون في العصر البطلمي، إذ وفر التشابه بينها وبين إيزيس جسرا بين الثقافتين. في حالات أخرى، رُبطت إيزيس بأفروديت عن طريق الجوانب الجنسية في شخصيتها. بناء على هذه التقاليد، شجع أول ملكين بطلميين عبادة الإله الجديد سيرابيس الذي جمع بين سمات أوزوريس وآبيس مع سمات آلهة يونانية مثل زيوس وديونيسوس. كانت إيزيس –في صورة هلينية- تعتبر زوجة سيرابيس بالإضافة إلى أوزوريس. طور بطليموس الثاني وأخته وزوجته أرسينوي الثانية عبادة ملكية حول نفسيهما، إذ كانا يُعبدان في نفس معابد إيزيس وسيرابيس، كما رُبطت أرسينوي بكل من إيزيس وأفروديت. ربطت بعض الملكات البطلمية لاحقا أنفسهن بإيزيس. استخدمت كليوبترا الثالثة –في القرن الثاني ق.م- اسم إيزيس بدلا من اسمها في النقوش، كما أن كليوبترا السابعة –آخر حكام مصر قبل غزوها من قبل روما- استخدمت لقب «إيزيس الجديدة».

#### المعابد والمهرجانات

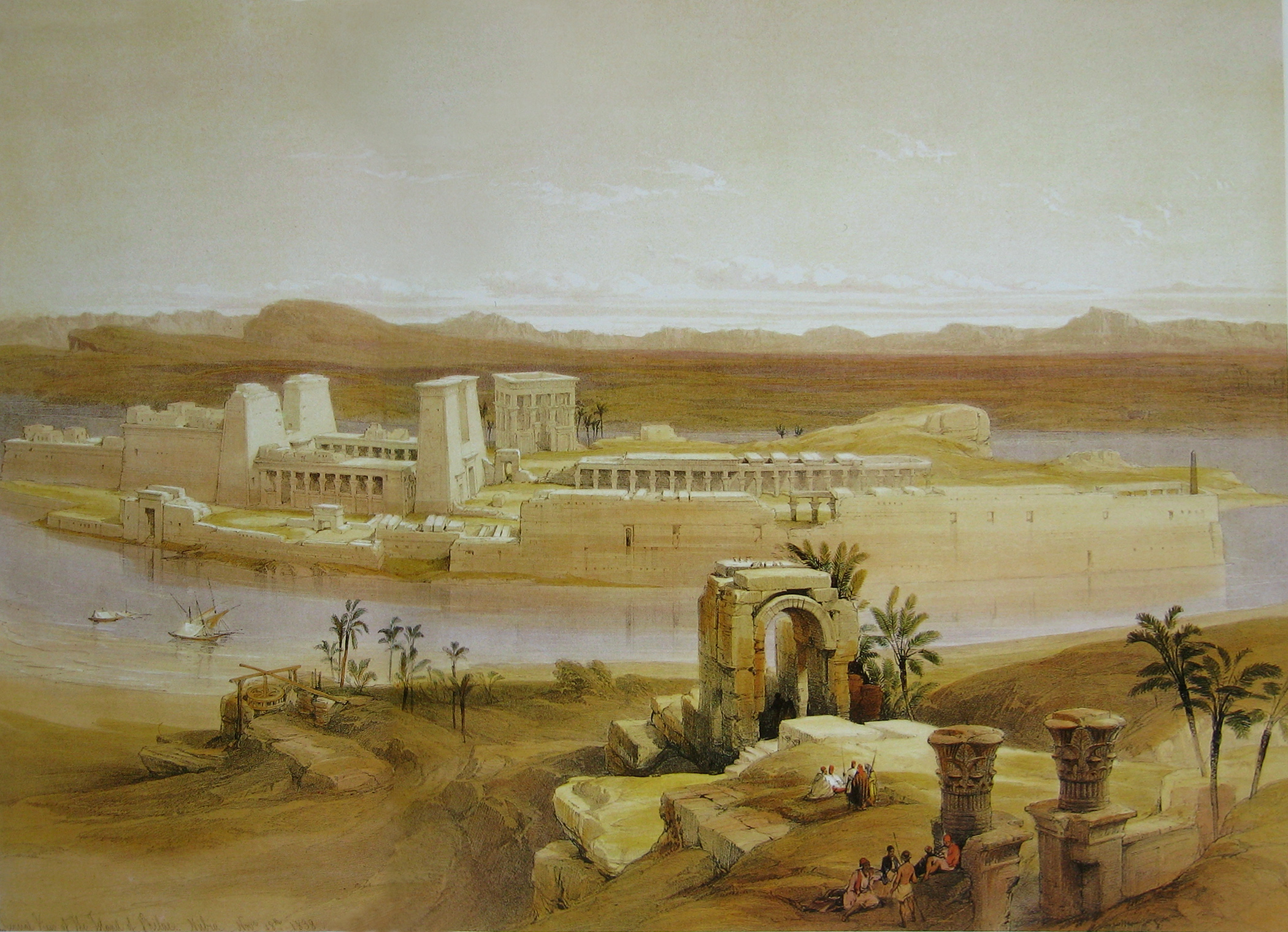
معبد جزيرة فيله كما يُرى من جزيرة بيجة. لوحة رسمها ديفيد روبرتس في 1838.

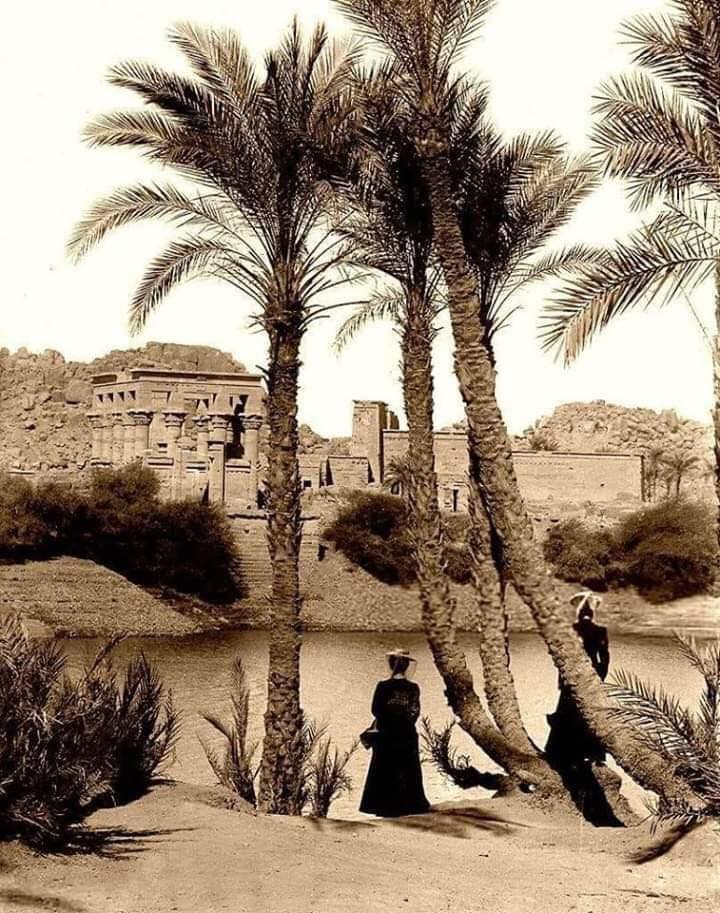
معبد جزيرة فيله 1890

حتى نهاية المملكة الحديثة، تساوت عبادة إيزيس بعبادة بعض الآلهة الذكور مثل أوزوريس ومين وآمون. كانت إيزيس تُعبد يجانبهم كأم أو زوجة لهم، وكانت تُعبد خاصة كأم لعدة صور لحورس. على الرغم من ذلك فقد كان لها مراكز عبادة خاصة بها في بعض المناطق، وعلى الأقل معبد خاص بها –في مركز عبادة أوزوريس في أبيدوس- أثناء آخر المملكة الحديثة.
كان أول معبد مخصص لإيزيس في بهبيت الحجارة في شمال مصر وفيله في أقصى الجنوب. بدأ بناء كل من منهما في الأسرة الثلاثين وتم توسيعهم بواسطة الملوك البطالمة. بفضل شهرة إيزيس الواسعة، جذب معبد فيله الحجاج من كل أنحاء ساحل البحر المتوسط وحتى حدود مصر مع النوبة. تم بناء العديد من المعابد لإيزيس في هذه الفترة في المنطقة بين معبد فيله وبين معبد المحرقة، وكانت مراكز هامة للعبادة سواء للمصريين أو النوبيين. بنى الكوشيون من النوبة معابدهم الخاصة لإيزيس جنوبا حتى ود بانقا بما في ذلك واحدا في عاصمتهم مروي.
كانت أكثر الشعائر انتشارا لأي إله هي الترنيمات اليومية إذ كان الكهنة يشعون الملابس على صورة المعبودة ويقدمون لها الطعام. في العصر الروماني، كان المعابد المخصصة لإيزيس تُبني سواء على الطراز المصري بإذ يكون المعبد في ملاذ منعزل يصل إليه الكهنة فقط، أو على الطراز اليوناني الروماني إذ كان العامة يزورون المعبد. إلا أن الثقافة المصرية والثقافة اليونانية كانتا قد اندمجتا بشكل كبير في ذلك الوقت، ولم يكن هناك تفريق عنصري بين عابدي إيزيس. كان من الممكن أن يصلي الناس لإيزيس خارج المعابد على الطراز المصري ثم يصلون أمام ثماثيلها داخل المعابد اليونانية.
احتفلت المعابد أيضا بعدة مهرجانات على مدار العام، بعضها احتفلت به الأمة كاملة بينما كان البعض الآخر محليا جدا. تمت تأدية سلسلة من الشعائر في جميع أنحاء مصر لأوزوريس في شهر كيهك، وكانت إيزيس ونيفتيس بارزتين في هذه الشعائر على الأقل منذ بداية المملكة الحديثة. في العصر البطلمي، كانت امرأتان تلعبان دور إيزيس ونيفتيس في شهر كيهك، إذ كانا يغنيان ويندبان على أخيهما الميت. أغانيهما محفوظة في «الأغاني الاحتفالية لإيزيس ونيفتيس» وفي «فاجعة إيزيس ونيفتيس».
في النهاية، تطورت احتفالات إيزيس الخاصة. في العصر الروماني، احتفل المصريون في جميع أنحاء مصر بعيد ميلادها أو الأميسيسيا عن طريق حمل تمثالها الخاص في أرجاء حقولهم، غالبا احتفالا بقوى الخصوبة التي تمتلكها. كان الكهنة في فيله يعقدون احتفالا كل عشرة أيام إذ كان تمثال إيزيس يزور جزيرة بيجة المجاورة والتي قيل أن أوزوريس دُفن فيها، فكان الكهنة يقومون بشعائر جنائزية من أجله. كان التمثال يزور أيضا المعابد المجاورة جنوبا حتى في قرون النشاط الأخيرة في فيله عندما كانت يدير هذه المعابد نوبيون خارج نطاق حكم الرومان.
أصبحت المسيحية الديانة السائدة في الإمبراطورية الرومانية –ومنها مصر- في القرنين الرابع والخامس الميلاديين. اختفت معابد الآلهة المصرية بالتدريج بسبب مزيج من انعدام النفقات وبين عداوة المسيحيين. معبد إيزيس في فيله –الذي يدعمه العابدون النوبيون- كان لا يزال الكهنة يمارسون فيه شعائرهم واحتفالاتهم الطبيعية حتى على الأقل منتصف القرن الخامس الميلادي، مما يجعله آخر المعابد المصرية العاملة.

#### الجنائزية

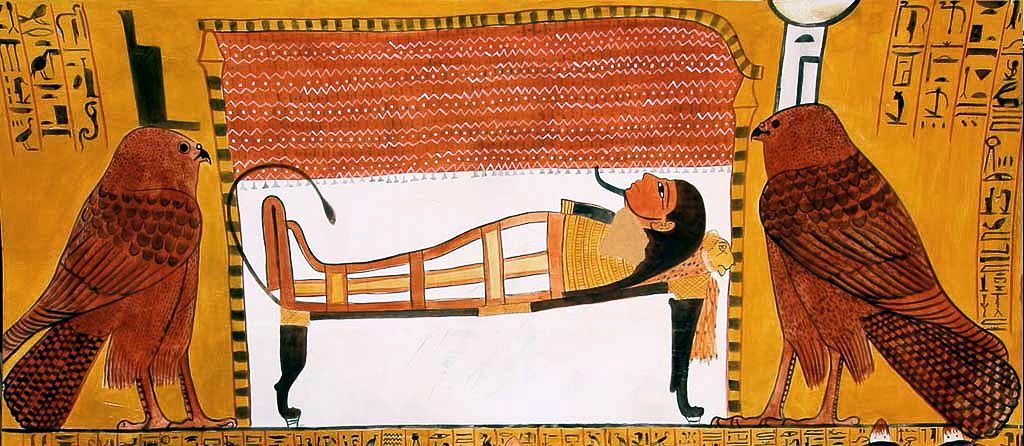
إيزيس (على اليسار) ونيفتيس في صورة حدأتين قرب نعش مومياء من القرن الثالث عشر ق.م

في العديد من الشعائر في نصوص الأهرام تساعد إيزيس ونيفتيس الفرعون الميت على الوصول إلى الحياة الآخرة. في نصوص التوابيت من المملكة الوسطى، لا تزال إيزيس تظهر كثيرا، إلا أن أوزوريس هو المسؤول في هذه النصوص عن إحياء الميت أكثر منها. تصف المصادر من المملكة الحديثة مثل كتاب الموتى إيزيس بأنها حامية أرواح الموتى عند تعرضهم لمخاطر الدوات (العالم السفلي). تصف النصوص إيزيس أيضا بأنها إحدى أعضاء المجلس المقدس الذي يحكم على صلاح الروح الأخلاقي قبل قبلها إلى الحياة الآخرة، لذا تظهر إيزيس في بعض النقوش واقفة بجانب أوزوريس وهو يرأس هذه المحكمة.
تشارك إيزيس ونيفتيس في المناسك الجنائزية مثل الاحتفالات التي تحدث في أبيدوس، إذ تقوم امرأتان بشجب المتوفي كما شجبت إيزيس ونيفتيس أوزوريس. من هذه اللحظة، ظهرت إيزيس كثيرا أو تمت الإشارة إليها في الأدوات الجنائزية مثل التوابيت وفي الصناديق الكانوبية كواحدة من الإلهات الأربع التي تحمي أبناء حورس الأربعة، إذ تظهر في فن المقابر وهي تقدم لبنها المفعم بالحياة إلى المتوفي، وفي تمائم تيت التي غالبا ما كانت توضع على المومياء لضمان أن قوة إيزيس سوف تحميه من كل أذى. أظهرت النصوص الجنائزية المتأخرة بشكل واضح حزنها على أوزوريس، وفي أحد هذه النصوص من كتاب التنفس قيل أن إيزيس نفسها كتبت هذا الكتاب من أجل حماية أوزوريس. في الأديان الجنائزية النوبية، كانت إيزيس تعتبر أكثر أهمية من زوجها، لأنها كانت الشريك النشط بينما كان هو يتقبل العطايا منها فقط لحمايته في الحياة الآخرة.

#### العبادة المنتشرة
على عكس العديد من الآلهة المصرية، نادرا ما كانت إيزيس تُذكر في الصلوات، أو ترتبط بالأسماء الشخصية قبل نهاية المملكة الحديثة. منذ الفترة المتأخرة، أصبحت واحدة من أهم الآلهة المذكورة في هذه المصادر، إذ تمت الإشارة كثيرا إلى شخصيتها الطيبة وإلى عزمها على مساعدة من يتوجهون إليها طالبين العون. كان هناك مئات الآلاف من التمائم والتماثيل النذرية لإيزيس وهي ترضع حورس أثناء الألفية الأولى ق.م. في العصر الروماني، كانت من بين أكثر الآلهة المصورة في الفن الديني في البيوت مثل التماثيل الصغيرة واللوحات.
كانت إيزيس بارزة في النصوص السحرية من المملكة الوسطى وما بعدها. كانت المخاطر التي تعرض لها حورس في صغره موضوعا شائعا في ترانيم الشفاء السحرية، إذ تمتد جهود إيزيس لشفاء حورس من أجل شفاء أي مريض. في العديد من هذه الترانيم، أجبرت إيزيس رع على مساعدة حورس عن طريق تهديدها بإيقاف جريان الشمس في السماء إذا لم يُشف ابنها. ربطت بعض الترانيم الأخرى النساء الحوامل بإيزيس لضمان أنهن سيضعن مولودهن بسلام.
بدأ السحر المصري في الاندماج مع المفاهيم المسيحية مع انتشار المسيحية في مصر، إلا أن الآلهة المصرية واليونانية استمرت في الظهور في الترانيم لفترة طويلة بعد توقف عبادتهم في المعابد. تقوم الترانيم التي ترجع إلى القرن السادس أو السابع أو الثامن الميلادي بالابتهال إلى اسم إيزيس بجانب شخصيات مسيحية.

### فيله
تقع جزيرة فيله التاريخية -300 متر طولا و135 عرضا- في جنوب مصر في الأراضي النوبية، وهي الآن مغطاة تماما تحت مياه بحيرة ناصر. بُني معبد فيله خمسة كيلومترات جنوب أسوان قرب أول شلالات النيل إذ يزدحم مسار النيل بالجزر والجزر الجرانيتية. بُني معبد إيزيس على هذه الجزيرة في العصر البطلمي وأثناء العصر الروماني. بعد بناء سد أسوان القديم أصبح المعبد مغطى بالمياه تقريبا بسبب ارتفاع منسوب المياه. تحت إشراف اليونيسكو نُقل المعبد بين 1960 و1970 مسافة 400 متر شمال الموقع الأصلي على جزيرة أجيليكا المرتفعة 7 أمتار عن جزيرة فيله.

#### المعبد
في أقرب الاحتمالات، يرجع بناء أول مبنى ديني على فيله إلى الأسرة السادسة والعشرين في صورة معبد صغيرة مكون من ثمانية أعمدة، غالبا من أجل تخليد ذكر انتصار الملك بسماتيك الأول على النوبيين. بعد ربع قرن بنى الملك أحمس الثاني معبدا صغيرا لإيزيس مكون من ثلاث حجرات متوالية. تحت حكم الأسرة الثلاثين، قام خبر كارع معبدا مكونا من ثمانية عشر عمودا والتي نُقلت بعد ذلك جنوب الجزيرة أثناء عهد بطليموس الثاني. بدأ بناء المعبد الحالي في القرن الثالث ق.م تحت حكم بطليموس الأول للإلهة إيزيس في ظهر معبد أحمس الثاني. أكمل بطليموس الثالث البناء فبنى ماميزي في وجه البرج الغربي للمعبد. تمت توسعة المعبد بعد ذلك تحت حكم بطليموس الثامن. ليس معروفا زمن بناء البهو في وجه الماميزي. يحيط بمعبد إيزيس عدة مبان أخرى هامة مثل معبد حورس غربا ومعبد إمحوتب (المهندس الذي بنى أول هرم) ومعبد مندولس وأرنسنوفس (إلهين نوبيين) في الساحة الجنوبية، ومعبد حتحور شرقا ومعبد للإمبراطور أوغسطس شمالا.

معبد فيله
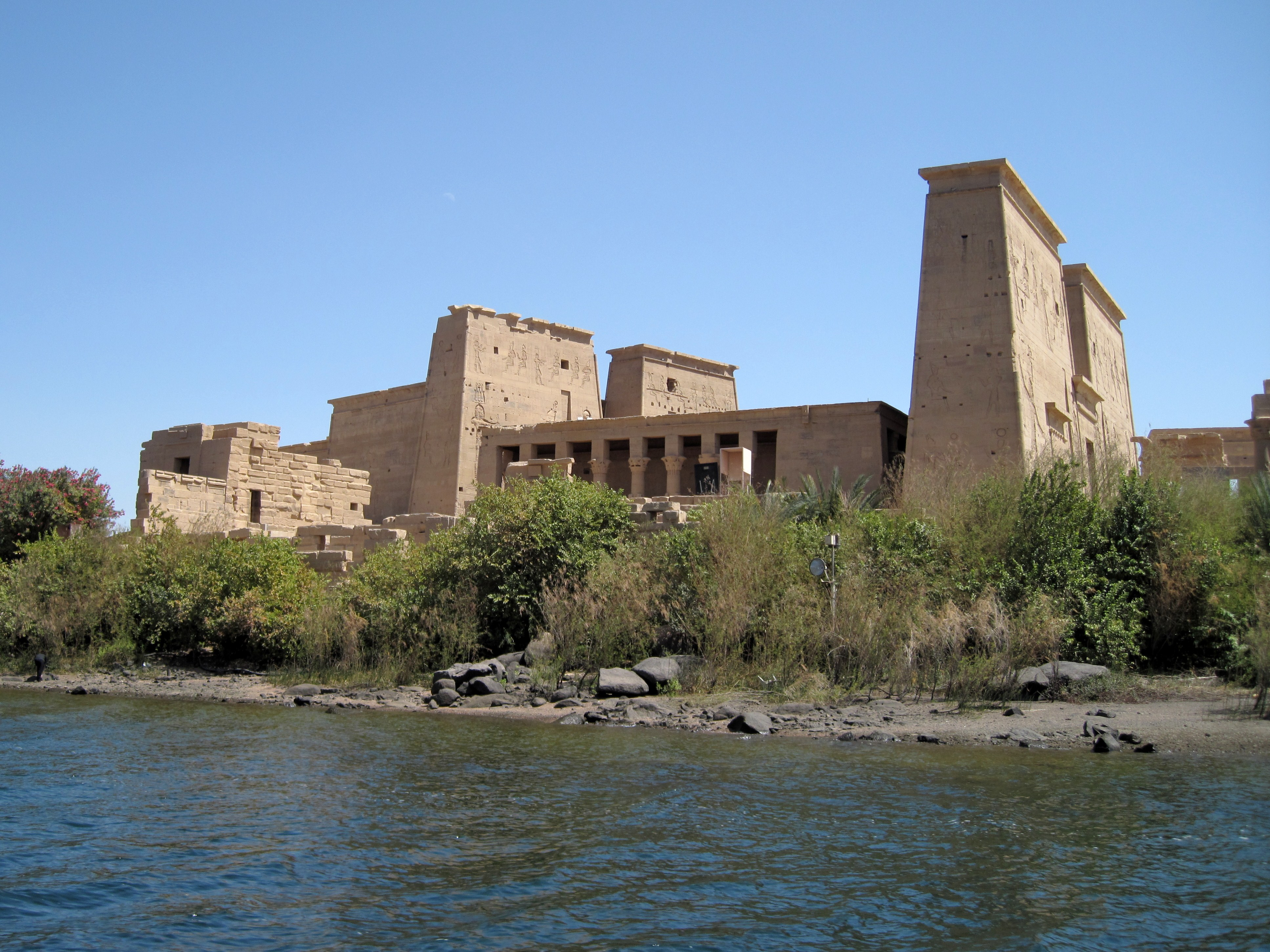
معبد إيزيس كما يُرى من نهر النيل.
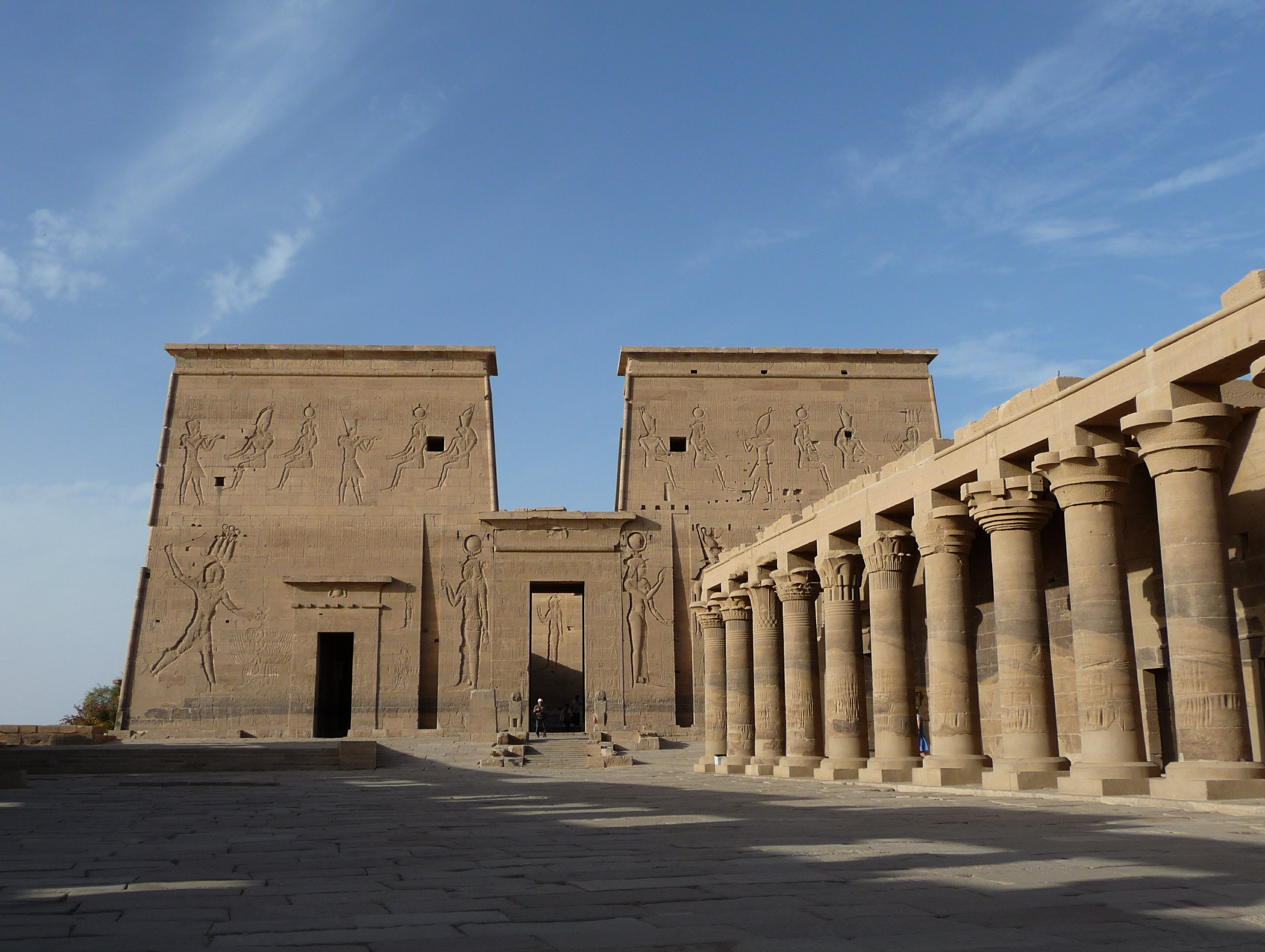
معبد إيزيس كما يُرى من البهو.
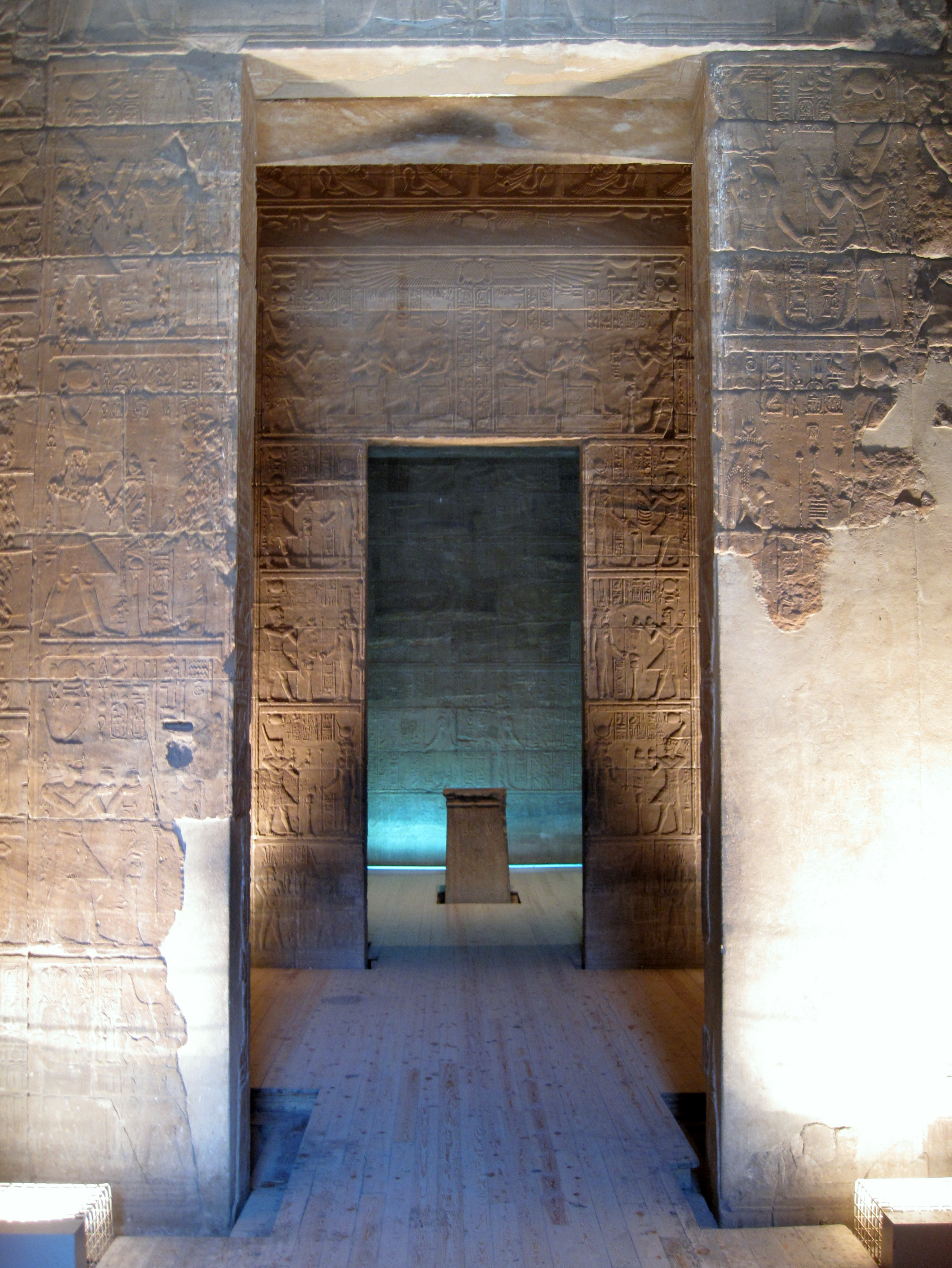
المعبد من الداخل.

#### ترانيم إلى إيزيس

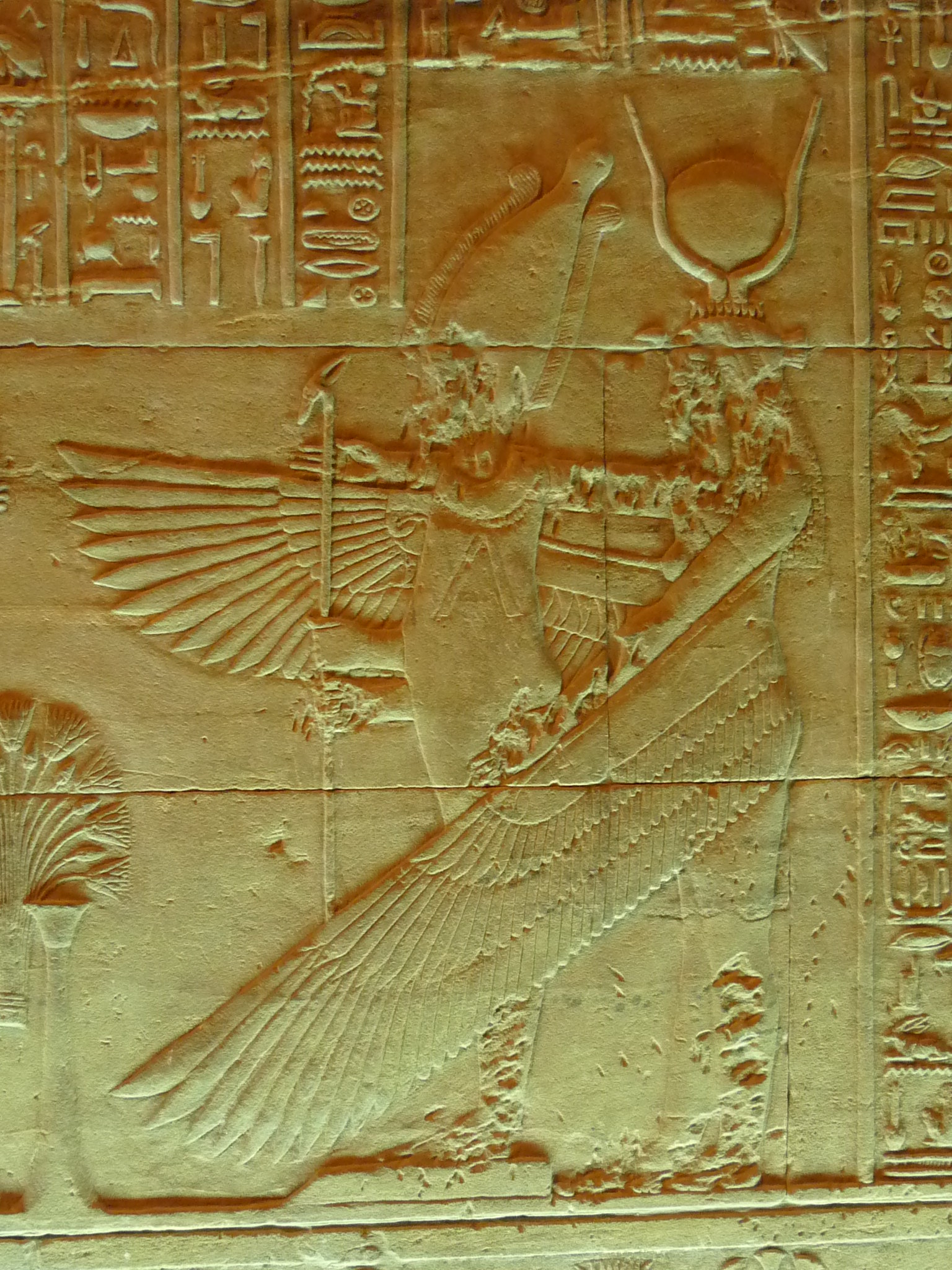
إيزيس المجنحة تحمي أخاها أوزوريس (نقوش من معبد فيله)

طبقا للترانيم العشر المنقوشة على جدران معبد فيله، يبدو أن الكهنة المحليين طوروا لاهوتا خاصا بالمكان إذ تقوم فيه إيزيس بأربعة وظائف أساسية. الإلهة قبل كل شيء هي حامية جثة أخيها أوزوريس، إذ من المفترض أن تركن إلى أباتون وهو المكان النقي في جزيرة بيجة المجاورة. كل عشرة أيام يحمل الكهنة تمثال إيزيس ويخرجون به إلى خارج المعبد. تنطلق إيزيس مبحرة على قارب لتصل إلى قبر زوجها لتعطيه قدرا من الحليب وبعضا من الغذاء. تحيي هذه الطقوس أوزوريس. ثاني وظائف إيزيس تكمن في كونها أما للصقر حورس الذي يتحد مع ذاته ليصبح حامي الملوك المتوفين وحامي حدود المملكة المصرية. ثالث أدوار الإلهة هو في كونها الثعبان أوريوس المسؤول عن الدفاع عن إله الشمس رع ضد أبوفيس أثناء رحلته إلى العالم السفلي. رابعا تطلع الإلهة إيزيس على مصر ومدنها وتشملهم بحمايتها.
وضعت إيزيس ابنا لأوزوريس هو حورس: ملكا على عرش والده: الإلهة التي ليس قبلها شيء: والتي ملأت السماوات والأرض بكمالها: تاج من إيزيس المشرقة بالذهب: الرب أغسطس الذي هو: كائن في مركزه المقدس بين الآلهة في السماء: وصي عرش الآلهة على الأرض: وقاهر آلهة الدوات: وبفضله تصبح المرأة ملكة على مصر: سيدة الدولة العظيمة: سيدة النوبة: ملكة مصر العليا والسفلى: إيزيس الأم المبجلة والإلهة المقدسة التي وضعت: سيدة فيله وصية عرش سنموت: المبجلة القوية سيدة الآلهة: الذين أسماؤهم معروفة بين الإلهات
— مقتطف من «ترانيم إلى إيزيس» المنقوشة على ماميزي معبد فيله.

## في العالم اليوناني الروماني

### الانتشار

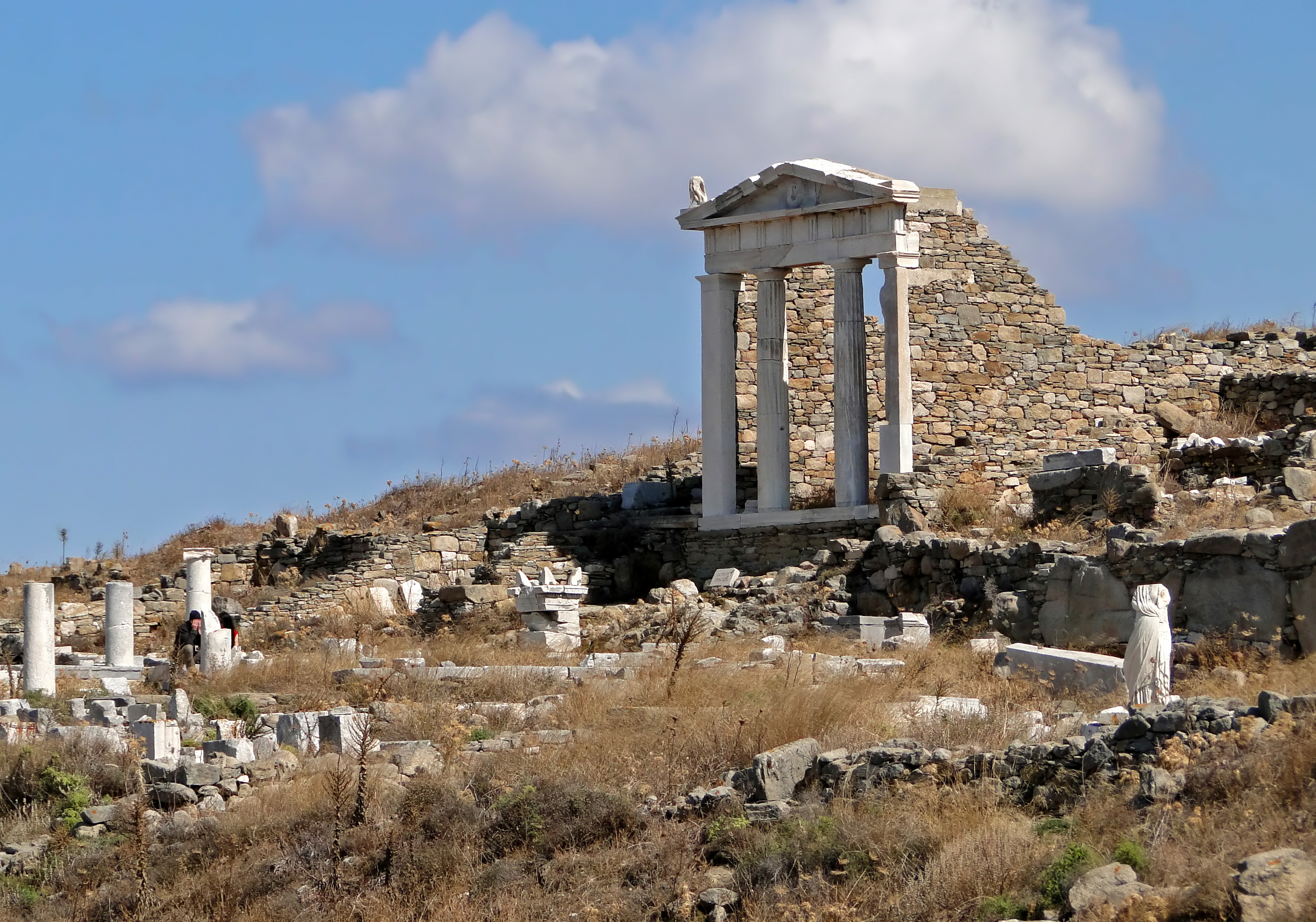
أطلال معبد إيزيس في ديلوس

كانت العبادة المتمركزة في مدينة أو أمة معينة هي النموذج الطبيعي في العالم القديم حتى منتصف الألفية الأولى ق.م، عندما سمح الاحتكاك المتزايد بين الثقافات المختلفة لبعض العبادات بالانتشار بعيدا. كان اليونانيون على علم بالآلهة المصرية –بما فيهم إيزيس- منذ الفترة العتيقة (700-480 ق.م)، وبُني أول معبد لإيزيس في اليونان في القرن الرابع ق.م بواسطة المصريين الذين يعيشون في أثينا. أدت فتوحات الإسكندر الأكبر في اليونان في آخر هذا القرن إلى تكوين ممالك هلنستية حول البحر المتوسط والشرق الأدنى بما في ذلك مصر البطلمية، مما سمح بالتواصل بين الأديان اليونانية والغير يونانية. سمح هذا المزيج من الثقافات بانتشار العديد من التقاليد الدينية في جميع أنحاء العالم الهلنستي في آخر القرن الثالث ق.م. تكيفت العبادات الجديدة بشكل كبير لتتلائم مع الناس من مختلف الثقافات. كانت عبادة إيزيس وسيرابيس –بالصورة الهلنستية تحت حكم البطالمة- من بين العبادات التي انتشرت بهذا الشكل.
مع انتشارها بواسطة التجار والمسافرين عبر البحر المتوسط، تأسست عبادة إيزيس وسيرابيس في مدن اليونان الساحلية في نهاية القرن الرابع ق.م وانتشرت في جميع أنحاء اليونان وآسيا الصغرى في القرن الثالث والثاني ق.م. كانت جزيرة ديلوس اليونانية أحد المراكز المبكرة للإلهتين، ومع مركز الجزيرة كمركز تجاري، عملت كمركز انتشار للديانة المصرية إلى إيطاليا. انتشرت عبادة إيزيس وسيرابيس أيضا في أماكن متفرقة من الإمبراطورية السلوقية –المملكة الهلنستية في الشرق الأوسط- حتى وصلت إلى إيران، إلا أنها اختفت من المنطقة بعد فقدان السلوقيين السيطرة على المنطقة لصالح الإمبراطورية البارثية.
اعتبر اليونانيون الديانة المصرية شاذة وأحيانا غريبة، إلا أنها مملوءة بالحكمة القديمة. ومثل عبادات أخرى من مناطق شرق المتوسط، انتشرت عبادة إيزيس بين اليونانيين والرومان بسبب أصولها الغريبة، إلا أن الصورة التي أخذتها عبادة إيزيس بعد وصولها اليونان أخذت شكل هلنستيا.
وصلت عبادة إيزيس إلى إيطاليا ودائرة التأثير الرومانية في نقطة ما من القرن الثاني ق.م. كانت إحدى العبادات الكثيرة التي أُدخلت إلى روما مع تمدد أراضي الجمهورية الرومانية في القرون الأخيرة ق.م. حاول المسؤولون في الجمهورية تحديد العبادات المقبولة والعبادات غير المقبولة، في محاولة للحفاظ على الهوية الثقافية الرومانية وسط التغيرات الثقافية التي تحدث جراء توسع روما. في حالة إيزيس، أقيمت المزارات والمذابح لها على هضبة كابيتولين في قلب مدينة روما بواسطة أعمال فردية في أول القرن الأول ق.م. كان استقلال عبادة إيزيس عن سلطات روما مقلقا لها. من 50 إلى 40 ق.م وفي خضم أزمة الجمهورية الرومانية خاف الرومان أن السلام بين الآلهة متزعزع، قام مجلس الشيوخ الروماني بتدمير هذه المزارات، على الرغم من أنهم لم يمنعوا عبادة إيزيس في المدينة.
واجهت المعبودات المصرية مزيدا من العدائية أثناء الحرب الأخيرة للجمهورية الرومانية (32-30 ق.م)، عندما حاربت روما بقيادة أوكتافيوس –الإمبراطور أغسطس مستقبلا- مصر تحت قيادة كليوبترا السابعة. بعد انتصار أوكتافيوس، منع عبادة إيزيس وسيرابيس داخل البوميريوم –قلب المدينة المقدس- ولكن سمح بعبادتهما خارج البوميريوم، وبالتالي جعل الآلهة المصرية غير رومانية ولكن مسموح بها في روما. على الرغم من طردهما من روما مؤقتا أثناء فترة حكم تيبيريوس (37-14 ق.م)، إلا أن المعبودات المصرية أصبحت تدريجيا جزءا مقبولا من الديانة الرومانية. عاملت السلالة الفلافية الحاكمة في آخر القرن الأول الميلادي سيرابيس وإيزيس كرعاة لحكمهم تقريبا بنفس الطريقة التي اعتبر الأباطرة الرومان السابقين جوبتر ومينيرفا رعاة لهم. على الرغم من تغلغل عبادة إيزيس في الثقافة الرومانية، إلا أنها احتفظت بخلفيتها المصرية.
انتشرت العبادة أيضا إلى مقاطعات روما الغربية، في البداية على طول ساحل البحر المتوسط في القرون الإمبراطورية الأولى. في ذروتهم في آخر القرن الثاني وأول القرن الثالث الميلادي، انتشرت عبادة إيزيس وسيرابيس في معظم مدن الإمبراطورية الغربية، ولكن دون وجود قوي في القرى. وُجدت معابد لإيزيس وسيرابيس في كل من البتراء وتدمر والعربية البترائية وسوريا الرومانية، وفي إتاليكا في هسبانيا، ولندينيوم في بريطانيا. في هذه المرحلة تساوت إيزيس وسيرابيس بالآلهة الرومانية الأصلية.

### الأدوار

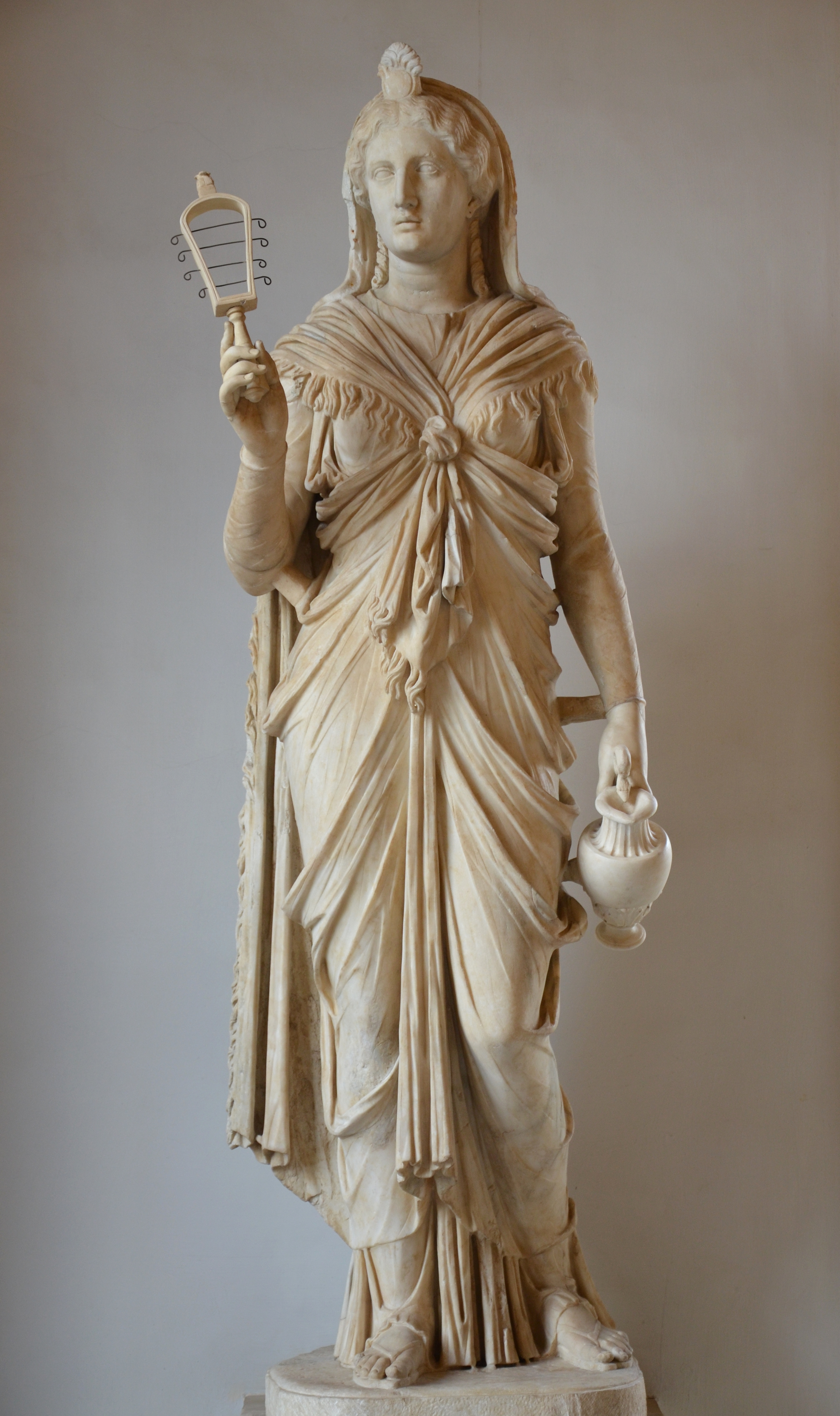
تمثال روماني لإيزيس من القرن الأول أو الثاني الميلادي. تحمل إيزيس قيثارة وجرة من الماء، على الرغم من أن هذه الأدوات تمت إضافتها في تحسينات القرن السابع عشر.

لم يكن لعبادة إيزيس دوغماتية ثابتة مثلها مثل العديد من الآلهة في العالم اليوناني الروماني، وربما ظلت عبادتها وممارساتها متشابهة ومرتبطة بصورة ضعيفة مع انتشارها في أنحاء المنطقة ومع تطورها بمرور الوقت. توفِّر السير اليونانية التي تبجل إيزيس الكثير من المعلومات عن هذه المعتقدات. تتشابه الكثير من هذه السير بشكل كبير مع الأفكار في الترانيم المصرية المتأخرة مثل الترانيم في معبد فيله، بينما نجد بعض العناصر يونانية تماما. تأتي المعلومات الأخرى من فلوطرخس (46-120 م) الذي يصف في كتابه «حول إيزيس وأوزوريس» الآلهة المصرية بناء على الفلسفة الأفلاطونية الوسطى، كما تشير العديد من الأعمال الأدبية اليونانية واللاتينية إلى عبادة إيزيس، خاصة رواية كتبها لوكيوس أبوليوس (125-180 م) والمعروف باسم الميتامورفوزس أو الحمار الذهبي، والذي ينتهي بوصف كيف أن أبطال الرواية أصبح لهم رؤية الإلهة وأصبحوا تابعين لها.
اعتمادا على دور إيزيس كزوجة وأم في أسطورة أوزوريس، أطلق كتّاب السير عليها مخترعة الزواج والأبوة. كان يتم التوسل إلى إيزيس من أجل حماية النساء أثناء وضعن المولود، وفي بعض الروايات اليونانية القديمة مثل قصة إيفيسيان تم التوسل إليها لحماية عذريتهن. تخبرنا بعض النصوص القديمة أن إيزيس كان راعية وحامية النساء بشكل عام. استُخدمت عبادة إيزيس من أجل تشجيع استقلال المرأة بصورة محدودة، مع وجود قوة إيزيس كسلطة سابقة، ولكن في الأساطير كانت إيزيس دائما منسوبة إلى زوجها وابنها ولم تكن مستقلة بشكل تام أبدا. يتعامل كتّاب السير بصورة غامضة مع استقلال المرأة، إذ يقول البعض أن إيزيس خلقت المرأة مساوية للرجل بينما يقول البعض الآخر أنها خلقت النساء تابعات لأزواجهن.
كانت إيزيس كثيرا ما تُعبد كإلهة القمر، موازية لسمات إلهة الشمس سيرابيس. كانت إيزيس تعتبر أيضا إلهة كونية بشكل عام. تخبرنا العديد من النصوص أنها تنظم حركة الشمس والقمر والنجوم وتحكم الوقت والفصول والتي بدورها تضمن خصوبة الأرض. ترجع هذه النصوص إليها الفضل في اختراع الزراعة ووضع القوانين ووضع وتطوير عناصر المجتمع البشري. الفكرة مشتقة من التقاليد اليونانية القديمة حول دور العديد من الإلهة الإغريقية والأبطال الثقافيين مثل ديميتر في تأسيس الحضارة.
تشرف إيزيس أيضا على البحار والموانئ. كتب البحارة نصوصا طالبين منها أن تؤمن سلامتهم وأن تمنحهم الحظ الجيد في رحلاتهم. في هذا الدور كان يُطلق عليها إيزيس بلاجيا «إيزيس البحر» أو إيزيس فاريا نسبة إلى رحلاتهم إلى جزيرة فاروس إذ تقع منارة الإسكندرية. هذه الصورة من إيزيس –والتي ظهرت في العصر الهلنستي- ربما تكون قد أتت من صورة إيزيس المصرية، وأيضا من بعض الآلهة اليونانيين التي كانت تحمي الرحلات البحرية مثل أفروديت. ظهر لإيزيس بلاجيا أهمية زائدة في روما. كان إمداد روما بالطعام يعتمد على الحبوب المشحونة من مقاطعاتها وخاصة مصر. بالتالي ضمنت إيزيس حصادا خصبا وحمت السفن التي تحمل الطعام عبر البحر المتوسط وبالتالي حافظت على بقاء الإمبراطورية الرومانية ككل. قيل أن حماية إيزيس تمتد أيضا لتشمل الجيش الروماني –كما كانت تفعل في مصر البطلمية- لذا كان يُطلق عليها إيزيس إنفكتا أو إيزيس التي لا تقهر. كانت أدوار إيزيس متعددة كثيرا لدرجة أنه أطلق عليها اسم «ميريونيموس» أو «ذات الأسماء التي لا تنتهي». وصف كل من فلوطرخس ومن بعد الفيلسوف برقلس تمثالا ملثما للإلهة المصرية نيث والتي دمجاها مع إيزيس، معتبرينها مثالا على عالمية إيزيس وعلى حكمتها الغامضة. حملت الكلمات: «أنا كل ما كان وكا ما سيكون، وما كان لأحد فان من البشر أن يكشف غطائي».
قيل أيضا أن إيزيس تنفع تابعيها في الحياة الآخرة، والذي لم يكن شيئا منتشرا في الديانة اليونانية الرومانية. تقترح رواية الحمار الذهبي والنصوص التي تركها عابدو إيزيس أن كثيرا من تابعيها اعتقدوا أن إيزيس ستضمن لهم حياة آخرة أفضل في مقابل إخلاصهم. قال البعض أنه سيستفيدون من ماء أوزوريس الباعث إلى الحياة بينما اعتقد البعض الآخر أنهم سيبحرون إلى جزر الحظ من التقاليد اليونانية.
كما في مصر، اعتبر العالم اليوناني الروماني أن بإمكان إيزيس التحكم في القدر، وهي قوة لم تكن تمتلكها حتى الآلهة في الديانة اليونانية التقليدية. لذا فقد كانت إيزيس تحكم الكون ولكنها تساعد على تخفيف آلام البشر، كما امتد سلطانها على عالم الموتى وهي القدرة كونية وفردية في نفس الوقت.

### العلاقة بالآلهة الأخرى

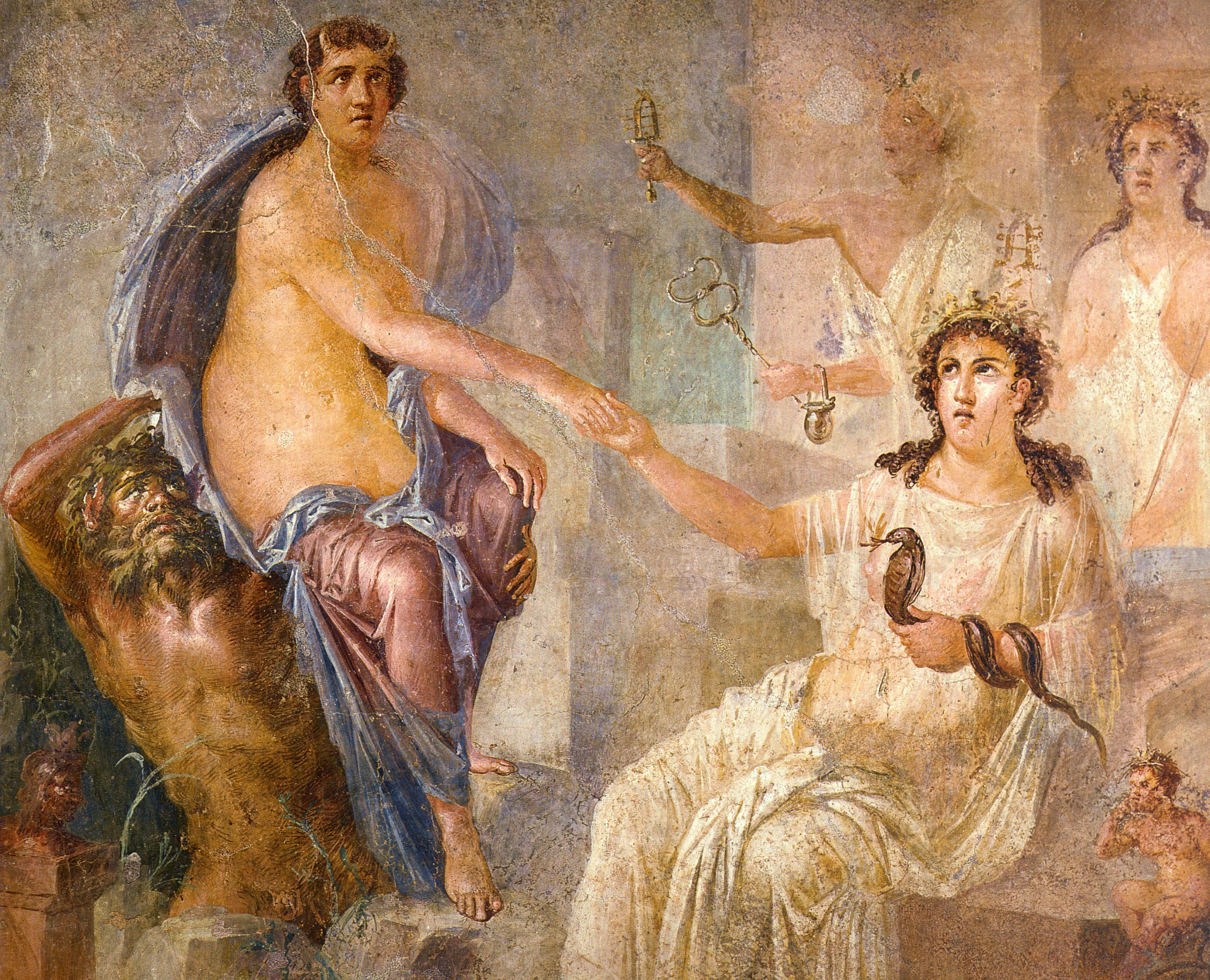
إيزيس ترحب بأيو في مصر في لوحة جصية في بومبي من القرن الأول الميلادي

أكثر من دزينة من الآلهة المصرية كانت تُعبد خارج مصر في العصر الهلنستي والعصر الروماني في سلسلة من العبادات المترابطة، على الرغم من أن بعضها كان محدودا للغاية. أحد أهم هذه الإلهة هو سيرابيس الذي كان مرتبطا ارتباطا قويا مع إيزيس وغالبا ما يظهر معها في الفنون، إلا أن أوزوريس ظل محوريا في أسطورتها وبارزا في شعائرها. أحيانا كانت معابد إيزيس وسيرابيس بجانب بعضها البعض، ولكن كان نادرا أن يكون معبد واحد مكرسا لكليهما. بدا أوزوريس الإله الميت غريبا لليونانيين على عكس آلهتهم الخالدة ولعب دورا ثانويا في عبادة الآلهة المصرية في العصر الهلنستي. في الفترة اليونانية أصبح مثل ديونيسوس، رمزا للسعادة في الحياة الآخرة، وركزت عبادة إيزيس بازدياد عليه. ظهر حورس أيضا –غالبا تحت اسم حاربوقراطس- في معابد إيزيس كابنها من أوزوريس أو سيرابيس. امتص حورس سمات من بعض الآلهة الإغريقية مثل أبولو وإيروس وخدم كإله الشمس والمحاصيل. كان أنوبيس عضوا آخر في المجموعة والذي ارتبط بالإله اليوناني هرمس في الصورة الهلنستية هيرمانوبيس. قيل أيضا أن إيزيس تعلمت حكمتها من –أو حتى كانت ابنة- تحوت إله الكتابة والمعرفة المصري، والذي كان معروفا في العالم اليوناني الروماني باسم هرمس الهرامسة.
كان لإيزيس أيضا شبكة قوية من العلاقات مع الآلهة اليونانية والرومانية بالإضافة إلى بعض الآلهة من بعض الثقافات الأخرى. لم تندمج إيزيس بشكل كامل داخل البانثيون اليوناني، ولكن كانت في بعض الأوقات متساوية مع بعض الرموز الأسطورية اليونانية مثل ديميتر وأفروديت وأيو المرأة البشرية التي تحولت إلى بقرة وطاردتها الإلهة هيرا من اليونان إلى مصر. كان لعبادة ديميتر خاصة تأثير هلنستي مهم على عبادة إيزيس بعد وصولها إلى اليونان. تأثرت علاقة إيزيس بالنساء بمساواتها المستمرة بأرتيمس والذي كان لها دور مزدوج كإلهة عذراء وكمحفزة للخصوبة. بسبب سلطان إيزيس على المصير، ارتبطت بالتشخيصات اليونانية والرومانية للحظ تيكه وفورتونا. في جبيل في فينيقيا في الألفية الثانية ق.م، كانت حتحور تُعبد في صورة إلهة محلية بعلة جبيل، والتي حلت إيزيس محلها تدريجيا مع مرور الألفية الأولى ق.م. في نوريقوم بوسط أوروبا، ارتبطت إيزيس بالإلهة المحلية الحامية نوريا، وفي البتراء ربما ارتبطت بالإلهة العربية العزى. قال الكاتب الروماني تاكيتوس أن السوبيين –شعوب جرمانية تعيش خارج حدود الإمبراطورية الرومانية- عبدوا إيزيس، إلا أنه ربما أخطأ بين إلهة جرمانية وبين إيزيس لأن إلهتهم كانت أيضا يُرمز لها بالسفينة.
تحتوي بعض السير على سلسلة طويلة من الآلهة التي ارتبطت إيزيس بهم. تتعامل هذه السير مع كل هذه الآلهة على أنها تصورات لإيزيس، مما يقترح أنه في أعين الكتّاب كانت إيزيس إلهة عالمية أو إلهة واحدة للعالم المتحضر كله. في العالم الديني الروماني، كان هناك العديد من الآلهة التي كان يُطلق عليها «فريدة» في النصوص الدينية كهذه. في نفس الوقت، رأي الفلاسفة الهلنستيون أن المبدأ المجرد الموحد للكون هو شيء مقدس. عدل الكثيرون منهم في التقاليد الدينية لكي تتناسب مع رؤيتهم للوجود الأسمى، كما فعل فلوطرخس مع إيزيس وأوزوريس.

### الأيقونية

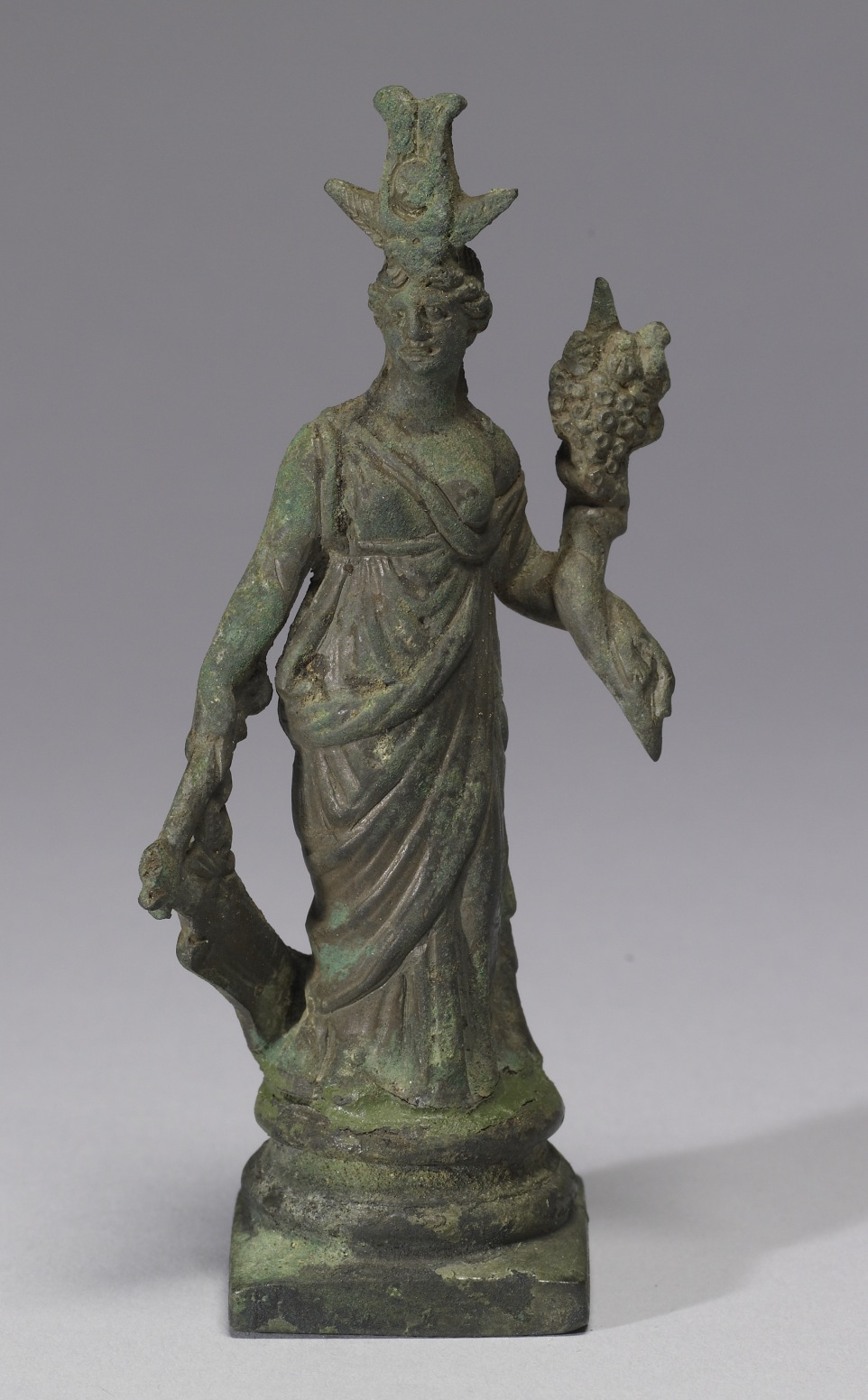
تمثال روماني من البرونز لإيزيس فورتونا في يدها قرن الوفرة وسنبلة في اليد الأخرى من القرن الأول الميلادي

كان طراز صور إيزيس خارج مصر طرازا هلنستيا، مثل كثير من صورها في مصر أثناء العصر الروماني والذي كان هلنستيا. تعددت الصفات التي تحملها بشكل كبير. أحيانا كان على رأسها قرني البقرة الخاص بحتحور، إلا أن اليونانيين والرومان قللوا من حجمهما وغالبا ما استعاضوها بهلال. أحيانا كان يوضع على رأسها أوراق شجر أو زهور أو سنابل قمح. بعض الصفات الأخرى مثل معطف كبير ملفوف على شكل عقدة فوق صدرها، السمة التي أتت أصليا من الملابس المصرية ولكن تم اعتبارها سمة للآلهة خارج مصر. كانت تحمل في يديها آلة السيستروم أو جرة ماء كل منهما من الأيقونية المصرية.
كإيزيس فورتونا أو إيزيس تيكه كانت تحمل دفة سفينة في يدها اليمنى والتي تمثل التحكم في المصير، وقرن الوفرة في يدها اليسرى والتي ترمز إلى الرخاء. كإيزيس فاريا كانت ترتدي عباءة ترتفع خلفها كالحلزون، وكإيزيس لاكتانز كانت تُرضع طفلها هاربوكراتس. منحتها هذه الصورة الإلهية أدوارا متعددة كما يقول روبيرت ستيفن: «كانت بمقدور إيزيس أن تمثل أي شيء لأي شخص كما كان يمكن أن تمثل أي شيء يمكن تصوره».

### العبادة

#### الأتباع والكهنة
مثل معظم عبادات تلك الفترة، لم تتطلب عبادة إيزيس من أتباعها أن يعبدوا إيزيس بشكل حصري، لذا اختلفت درجة التزامهم بشكل كبير. خدم بعض أتباع إيزيس ككهنة في عدة عبادات لآلهة مختلفة وقدموا الكثير لآلهة أخرى. إلا أن الكثيرين شددوا على إخلاصهم لإيزيس، كما اعتبرها غيرهم مركزا لحياتهم. كان هؤلاء الأتباع بين المجموعات الدينية القليلة جدا في العالم اليوناني الروماني التي أعطت نفسها اسما محددا مثل «اليهود» أو «المسيحيين»، بإذ أنهم حددوا هويتهم بناء على توجههم الديني. إلا أن كلمة «إيزيسي» نادرا ما كانت تُستخدم.
كان الإيزيسيون يشكلون جزءا صغيرا جدا من سكان الإمبراطورية الرومانية، إلا أنهم أتوا من كل مستوى اجتماعي من العبيد والمعتوقين وحتى رجال الدولة وأعضاء العائلة الإمبراطورية. تدل السجلات القديمة أن إيزيس كانت شائعة بين طبقات المجتمع المنخفضة، مما يوفر تفسيرا منطقيا عن سبب أن السلطات في الجمهورية الرومانية اعتبرت عبادة إيزيس محل شك. تم تمثيل النساء في عبادة إيزيس أكثر من أي عبادة أخرى في الديانات اليونانية الرومانية، وفي أوقات الإمبراطورية كان بإمكانهن العمل ككاهنات والصعود في التسلسل الهرمي الديني مثل نظرائهن من الرجال. إلا أن النساء كانوا أقل بكثير من نصف الإيزيسيين ونادرا ما تبوأن مناصب عالية ككاهنات كما تخبرنا المخطوطات، إلا أنه كان منتشرا تقليل تمثيل النساء في المخطوطات مما يقترح أنهن كن أهم مما تخبرنا المخطوطات به. اتهم العديد من الكتّاب الرومانيين عبادة إيزيس بأنها تشجع النساء على الانحلال. يقول جايمي ألفار أن عبادة إيزيس جذبت شكوك الرجال ببساطة لأنها أعطت النساء مكانا للتصرف خارج تحكم أزواجهن.
عُرف كهنة إيزيس برأسهم الحليقة تماما المميزة والملابس المخططة بالأبيض، كلاهما صفتان من الكهنة المصريين وكلاهما ضرورتان من أجل النقاء الشعائري. قد يحتوي معبد لإيزيس على عدة درجات من الكهنة بالإضافة إلى مؤسسات تعبدية متعددة وواجبات خاصة للأتباع المخلصين. لا توجد دلائل على وجود مؤسسة تتحكم في أكثر من معبد، إذ كان كل معبد يعمل بصورة مستقلة عن الباقين.

#### المعابد والشعائر اليومية
بُنيت كل المعابد المكرسة للآلهة المصرية خارج مصر بطراز يوناني روماني مثل الكاتدرائية الحمراء في بيرغامون ومعبد إيزيس في بومبي ومعبد إيزيس وسيرابيس في روما ولكن جميعها كانت محاطة ببهو عظيم يحيط به سور مثل المعابد المصرية. كانت هذه المعابد مطرزة بأعمال فنية مصرية أحيانا تكون آثار مستقدمة من مصر. كان تصميم هذه المعابد أكثر دقة من المعابد الرومانية التقليدية واشتملت على حجرات لسكن الكهنة وحجرات أخرى للأعمال الشعائرية المختلفة، مع وجود تمثال للإلهة في حرم معزول. على عكس صور المعبودات المصرية، كانت التماثيل الهلنستية والرومانية في حجم البشر الطبيعيين أو أكبر. كانت الشعائر لا تزال تشتمل على إلباس التمثال بصورة منمقة كل صباح وتقديم القرابين له، ولكن على عكس التقاليد المصرية، سمح الكهنة لأتباع إيزيس العاديين أن يروا تمثال المعبودة أثناء الشعائر الصباحية، والصلاة إليها مباشرة، وغناء الترانيم أمامها.
كان الماء أحد طرق التبجيل في هذه المعابد، والذي اعتُبر رمزا لمياه النيل. احتوت معظم المعابد المكرسة لإيزيس في العصر الهلنستي على صهاريج مياه تحت الأرض والتي تخزن هذه المياه المقدسة، ورفع وخفض مستوى هذه المياه كرمز لفيضان النيل. استخدمت بعض المعابد الأخرى بدلا من ذلك جرة من الماء والتي عُبدت كصورة للمعبود أو أحد تصورات أوزوريس.

## التأثير المحتمل على المسيحية

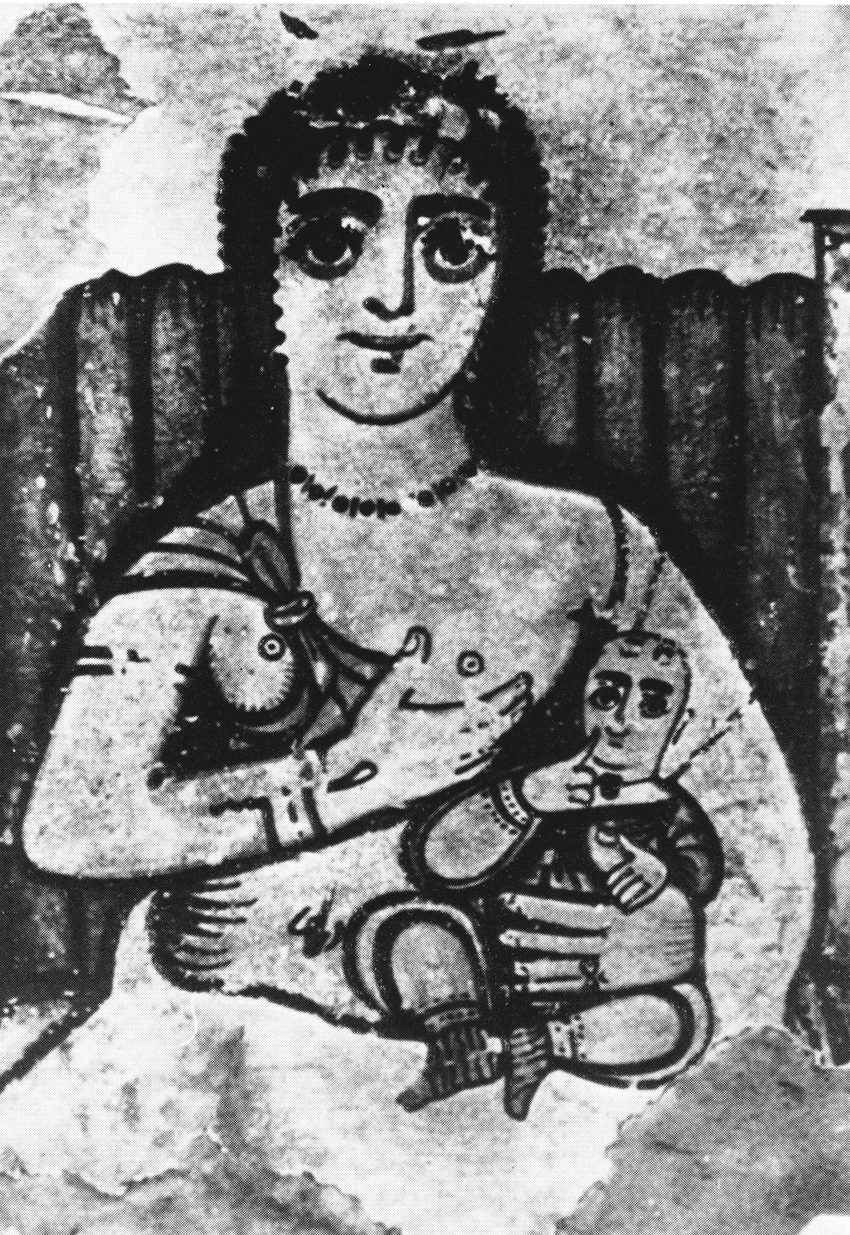
إيزيس ترضع هاربوقراطس (الاسم اليوناني لحورس) في لوحة جصية مصرية من القرن الرابع الميلادي

أحد الأسئلة محل النزاع هي ما إذا كانت عبادة إيزيس قد أثرت في المسيحية. قد تكون بعض التقاليد الإيزيسية من بين الممارسات الوثنية الدينية والتي أُدخلت في التقاليد المسيحية مع تحول الإمبراطورية الرومانية إلى المسيحية. على سيبل المثال قال أندرياس ألفولدي في الثلاثينات أن احتفالات الكرنفال في العصور الوسطى والتي كان فيها قاربا يحمله الناس تطورت من عبادة إيزيس.
ينصب الكثير من الاهتمام على ما إذا كانت بعض التقاليد المسيحية قد استُعيرت من المعبودات الوثنية ومنها إيزيس. قام بعض أتباع إيزيس المخلصين ببعض المشاركات الشخصية للمعبودة التي اعتبروها أعلى من غيرها، مثلما فعل المسيحيون. كان لكل من المسيحية وعبادة إيزيس شعائر بداية: الأساطير في عبادة إيزيس والمعمودية في المسيحية. تتشابه بعض أساطير عبادة إيزيس مع الموضوع المحوري في المسيحية وهو الإله الذي يموت ويُبعث والمرتبطة بحياة أتباع الدين في الحياة الآخرة. أشعل اقتراح أن المعتقدات المحورية في الديانة المسيحية قد أتت من أساطير الأديان الوثنية نزاعا كبيرا لأكثر من 200 سنة. ردا على هذه الخلافات، يقول هيو بودن وجايمي ألفار –باحثين درسا أساطير الأديان الوثنية القديمة- أن التشابهات بين المسيحية وأساطير الأديان الوثنية ليست بسبب استعارة الأفكار ببساطة ولكن بسبب خلفيتهما المشتركة وهي الثقافة اليونانية الرومانية التي تطور كل منهما فيها.
تم التركيز أيضا على التشابه بين مريم أم يسوع وبين إيزيس. خضع الموضوع لنزاع كبير بين المسيحيين البروتستانت وبين الكنيسة الكاثوليكية لأن كثير من البروتستانت يرون أن تقديس الكاثوليك لمريم هو من بقايا الوثنية. يرى الباحث ر. ويت أن إيزيس هي «المبشرة العظيمة» لمريم، إذ يرى أن الذين تحولوا إلى المسيحية بعد أن كانوا يعبدون إيزيس، تعاملوا مع مريم بنفس طريقة تعاملهم مع إيزيس سابقا. أكد الباحث أيضا على أن كلا منهما بينهما سمات مشتركة مثل الزراعة وحماية البحارين، كما قارن بين لقب مريم بأنها «أم الإله» وبين لقب إيزيس بأنها «أم الإله»، وبين لقب مريم بأنها «ملكة السماوات» ولقب إيزيس أيضا بأنها «ملكة السماوات». يرى ستيفن بينكو –مؤرخ عن المسيحية المبكرة- أن تقديس مريم تأثر بعبادة عدة إلهات وثنية وليس إيزيس فقط. في المقابل، يرى جون ماجوكن –مؤرخ كنسي- أن مريم امتصت صفات سطحية من هذه الإلهات –مثل الأيقونية- إلا أن أساسيات دينها هي مسيحية تماما.
تعتبر صور إيزيس وحورس في حجرها ذات تأثير كبير على أيقونية مريم –خاصة صور العذراء المرضعة- إذ أن صور الأم المرضعة كانت نادرة في عالم البحر المتوسط خارج مصر. يشير فينسنت تران إلى أن آخر الصور عن إرضاع إيزيس لحورس ترجع إلى القرن الرابع الميلادي، بينما أول الصور عن إرضاع مريم ليسوع ترجع إلى القرن السابع الميلادي. توضح صابرينا هيجينز –بناء على دراسة تران- أن الرابط بين أيقونية إيزيس ومريم محدود على صور العذراء المرضعة من مصر. في المقابل، يرى توماس ماثيوز ونورمان مولر أن أيقونية إيزيس في الرسومات من العصر العتيق المتأخر أثرت بشكل كبير على العديد من الأيقونات الأخرى داخل وخارج مصر. تقول إليزابيث بولمان أن الصور المبكرة التي توضح مريم وهي ترضع يسوع تهدف إلى إظهار قدسيتها، مثلما أظهرت صور الإلهات المرضعة في أيقونية مصر القديمة. يرى هيجينز أن هذه التشبهات تثبت تأثير أيقونية إيزيس على أيقونية مريم، وليس على قصد المسيحيين اعتماد أيقونية إيزيس أو عناصر أخرى من عبادتها.

## التأثير في الثقافات اللاحقة

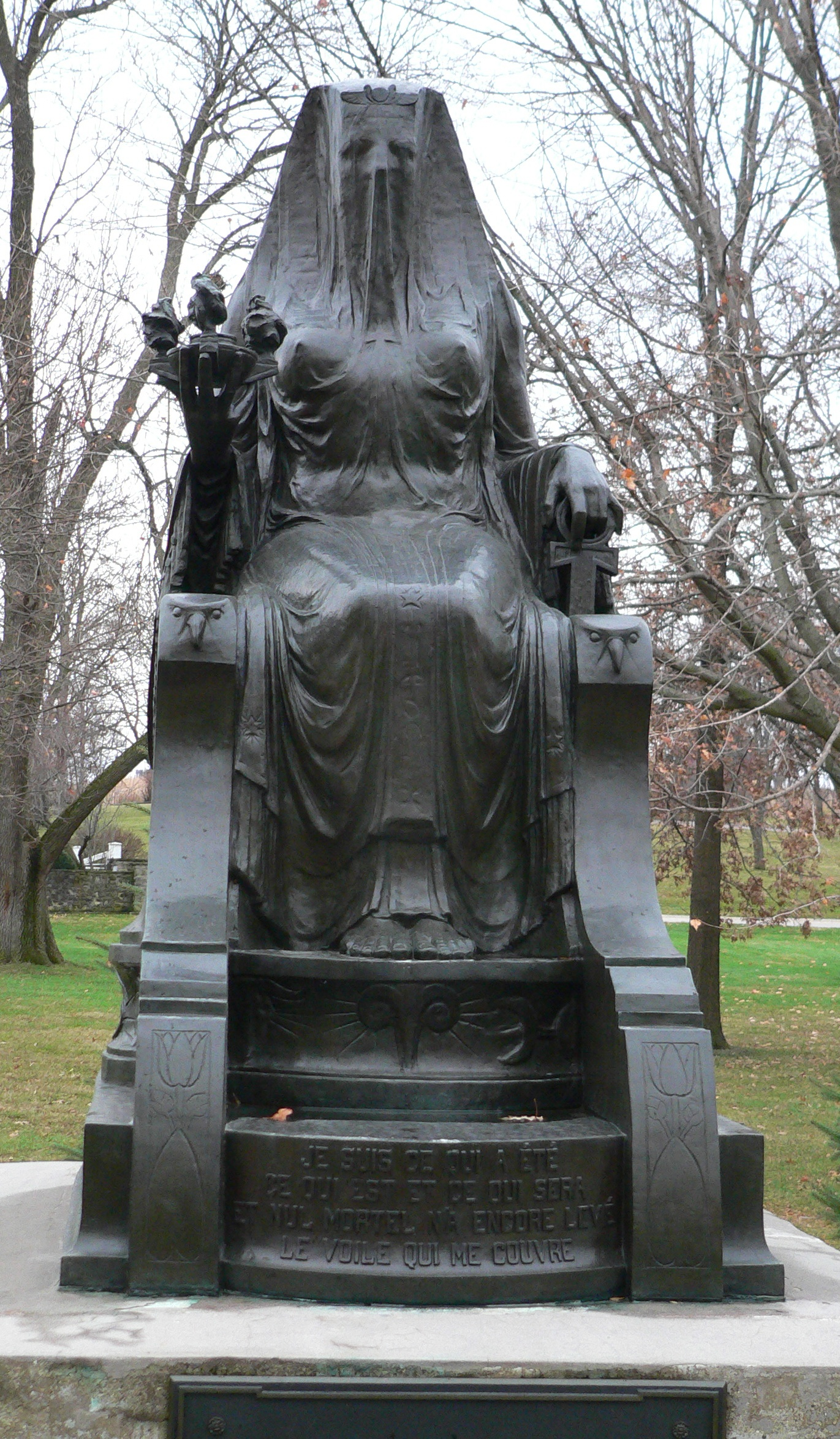
إيزيس في صورة "إلهة الحياة" الملثمة في موقع هيربرت هووفر التاريخي

استمر تأثير إيزيس حتى بعد انقراض عبادتها. مثل اليونانيين والرومان، اعتبر الأوروبيون في العصر الحديث مصر القديمة موطنًا لحكمة عميقة وأحيانا غامضة، وكثيرا ما ارتبطت هذه الحكمة بإيزيس. يعتمد عمل جيوفاني بوكاتشيو عن إيزيس في 1374 «عن النساء الشهيرات» إذ عامل إيزيس على أنها ملكة تاريخية علمت البشرية أسس الحضارة. أكد بعض المفكرين من عصر النهضة هذا المنظور على إيزيس. قال آنيو دا فيتيربو –في 1490- أن إيزيس وأوزوريس مدّنوا إيطاليا قبل اليونان، وبالتالي ربط علاقة مباشرة بين موطنه وبين مصر. جسدت شقة بورجيا المرسومة من أجل راعي آنيو البابا ألكسندر السادس هذه الفكرة خاصة عند رسمهم توضيحا لأسطورة أوزوريس.
كثيرا ما أشارت التعاليم الباطنية الغربية إلى إيزيس. استخدم نصان رومانيان من التعاليم الباطنية الغربية الفكرة الأسطورية عن نقل إيزيس المعرفة السرية إلى حورس. في كتاب كورى كوزمو، نقلت إيزيس إليه المعرفة القادمة من هرمس الهرامسة، وفي نص الخيمياء المبكر «إيزيس رسولة ابنها حورس» تعطيه إيزيس وصفات خيميائية. أشارت نصوص التعاليم الباطنية الغربية المبكرة أيضا إلى إيزيس، والتي كانت تعتبر هرمس الهرامسة حكيما مصريا وكثيرا ما ذكرت النصوص التي كتبها.
منذ عصر النهضة، اعتُبر تمثال إيزيس الملثم -الذي ذكره كل من فلوطرخس وبرقلس- تجسيدا للطبيعة، بناء على جزء من أعمال ماكروبيوس في القرن الخامس الميلادي والذي ربط إيزيس بالطبيعة. نسب مؤلفو القرنين السابع عشر والثامن عشر عددا كبيرا من المعاني إلى هذه الصورة. كانت إيزيس تجسيدا للطبيعة لكونها أما لكل شيء، وكعدد من الحقائق التي تنتظر كشفها عن طريق العلم، كرمز لمبدأ الواحدية لإله مجهول مبهم متأصل داخل الطبيعة، أو قوة سامية ملهمة والتي يمكن اختبارها عن طريق الشعائر الوجدانية الأسطورية. في عملية إزالة المسيحية من فرنسا أثناء الثورة الفرنسية، خدمت إيزيس كبديل للمسيحية التقليدية كرمز يمثل الطبيعة والحكمة العلمية الحديثة ورابط بين الماضي ما قبل المسيحية. لهذه الأسباب، ظهرت صورة إيزيس في الأعمال التي رعتها الحكومة الثورية -مثل نافورة التجديد- والتي رعتها الإمبراطورية الفرنسية الأولى. واستمرت استعارة «نقاب أو حجاب إيزيس» في الانتشار في القرن التاسع عشر. حيث قامت هيلينا بتروفنا بلافاتسكي -مؤسسة النِّحلة الثيوصوفيَّة الباطنيَّة- بتسمية كتابها المنشور في عام 1877 عن الثيوصوفية بـ«إيزيس مكشوفة النقاب»، مشيرة إلى أنها ستكشف حقائق روحية عن الطبيعة والتي لا يستطيع العلم كشفها.
بين المصريين المعاصرين، استُخدمت إيزيس كرمز لحركة الفرعونية في عشرينيات وثلاثينيات القرن العشرين، مع استقلال مصر من الحكم البريطاني. مثلت إيزيس نهضة الأمة في أعمال مثل لوحات مجمد ناجي في البرلمان المصري التي أسماها «نهضة مصر»، وفي مسرحية توفيق الحكيم «عودة الروح». لعب تمثال محمود مختار «نهضة مصر» على عنصر كشف إيزيس للثامها.
تظهر إيزيس في أعمال خيالية كثيرة مثل سلسلة الرسوم الكارتونية إيزيس، كما يظهر اسمها وصورتها في بعض الإعلانات والأسماء. استمر اسم إيزيدوروس –منحة إيزيس- في المسيحية على الرغم من جذوره الوثنية، والذي أدى إلى الاسم الإنجليزي إيزيدور ومشتقاته. في آخر القرن العشرين وأوائل القرن الحادي والعشرين، أصبح اسم إيزيس اسما أنثويا منتشرا.

### فهرس المراجع
1. ↑  Hart 2005، صفحة 79
2. ↑  Wilkinson 2003، صفحات 12–15, 146
3. ↑  Griffiths 1980، صفحة 41
4. ↑  Münster 1968، صفحة 159
5. ↑  Pinch 2004، صفحات 9–11
6. ↑  Münster 1968، صفحة 158
7. ↑  Griffiths 1980، صفحات 91, 95–97
8. ↑  Frankfort 1978، صفحات 43–44, 108
9. ↑  Kuhlmann 2011، صفحة 2
10. ↑  Pinch 2004، صفحات 66, 68, 76–78
11. 1 2  Pinch 2004، صفحات 79–80, 178–179
12. ↑  Pinch 2004، صفحات 80, 150
13. ↑  Assmann 2005، صفحات 32–36, 115–118
14. ↑  Smith 2009، صفحات 54–55, 97–99
15. ↑  Assmann 2001، صفحات 129–131, 144–145
16. 1 2  Cooney 2010، صفحات 227–228
17. ↑  Assmann 2005، صفحات 151–154
18. ↑  Cooney 2010، صفحات 235–236
19. ↑  Smith 2009، صفحات 119, 141
20. ↑  Venit 2010، صفحات 98, 107
21. ↑  Smith 2017، صفحة 386
22. ↑  Lesko 1999، صفحات 158–159
23. 1 2  Griffiths 1980، صفحات 14–17
24. ↑  Griffiths 1970، صفحات 300–301
25. ↑  Pinch 2004، صفحة 149
26. ↑  Pinch 2004، صفحات 80–81, 146
27. ↑  Meeks & Favard-Meeks 1996، صفحات 82, 86–87
28. ↑  Lesko 1999، صفحة 182
29. ↑  Lesko 1999، صفحة 176
30. ↑  Griffiths 2001، صفحة 189
31. ↑  Pinch 2004، صفحة 145
32. ↑  Wilkinson 2003، صفحة 115
33. ↑  Traunecker 2001، صفحات 221–222
34. 1 2  Münster 1968، صفحات 134–135
35. ↑  Griffiths 1960، صفحات 48–50
36. ↑  Meeks & Favard-Meeks 1996، صفحة 67
37. ↑  Smith 2017، صفحة 393
38. 1 2 3  Lesko 1999، صفحات 180–181
39. ↑  Meeks & Favard-Meeks 1996، صفحات 185–186
40. 1 2  Vanderlip 1972، صفحات 93–96
41. ↑  Lesko 1999، صفحات 159, 170
42. ↑  Assmann 2001، صفحة 134
43. 1 2  Troy 1986، صفحات 68–70
44. 1 2  Žabkar 1988، صفحات 60–62, 72
45. ↑  Žabkar 1988، صفحات 73–74, 81–82
46. 1 2  Pinch 2004، صفحة 151
47. ↑  Meeks & Favard-Meeks 1996، صفحة 98
48. 1 2 3  Hart 2005، صفحات 81–82
49. ↑  Vinson 2008، صفحات 313–316
50. ↑  Baines 1996، صفحة 371
51. ↑  Wilkinson 2003، صفحة 147
52. ↑  Griffiths 1980، صفحات 12–14, 157–158
53. ↑  Žabkar 1988، صفحة 114
54. ↑  Tobin 2001، صفحة 466
55. ↑  Žabkar 1988، صفحات 43–44, 81–82
56. ↑  Delia 1998، صفحات 546–547
57. 1 2 3 4 5  Žabkar 1988، صفحات 52–53
58. ↑  Žabkar 1988، صفحات 42–44, 67
59. ↑  Assmann 1997، صفحات 49–50
60. ↑  Assmann 2001، صفحات 237–243
61. ↑  Wente 2001، صفحات 433–434
62. ↑  Pinch 2004، صفحات 61–62
63. ↑  McClain 2011، صفحات 3–4
64. ↑  Frankfurter 1998، صفحات 99–102
65. 1 2 3 4  Wilkinson 2003، صفحات 148–149, 160
66. ↑  Griffiths 1980، صفحات 49–50
67. ↑  Wilkinson 2003، صفحات 168–169
68. ↑  Frankfurter 1998، صفحات 102–103
69. ↑  Bianchi 2007، صفحات 493–494
70. ↑  Frankfurter 1998، صفحة 104
71. ↑  Hart 2005، صفحة 80
72. ↑  Andrews 2001، صفحة 80
73. ↑  (Barguet 1967, p. 225)
74. ↑  Frankfort 1978، صفحات 43–44, 123, 137
75. ↑  Lesko 1999، صفحة 170
76. ↑  Troy 1986، صفحة 70
77. ↑  Bricault & Versluys 2014، صفحات 30–31
78. ↑  Morkot 2012، صفحات 121–122, 124
79. ↑  Pfeiffer 2008، صفحات 387–388
80. ↑  Thompson 1998، صفحات 699, 704–707
81. ↑  Solmsen 1979، صفحات 56–57
82. ↑  Pfeiffer 2008، صفحات 387–396, 400–403
83. ↑  Plantzos 2011، صفحات 389–396
84. ↑  Münster 1968، صفحات 189–190
85. ↑  Lesko 1999، صفحة 169
86. ↑  Münster 1968، صفحات 165–166
87. ↑  Wilkinson 2003، صفحة 149
88. ↑  Dunand & Zivie-Coche 2004، صفحات 236–237, 242
89. ↑  Dijkstra 2008، صفحات 186–187
90. ↑  Dijkstra 2008، صفحات 133, 137, 206–208
91. ↑  Yellin 2012a، صفحة 245
92. ↑  Yellin 2012b، صفحات 133
93. ↑  Dunand & Zivie-Coche 2004، صفحات 89–91
94. 1 2  Dunand & Zivie-Coche 2004، صفحات 300–301
95. ↑  Naerebout 2007، صفحات 541, 547
96. ↑  Dunand & Zivie-Coche 2004، صفحة 93
97. ↑  Meeks & Favard-Meeks 1996، صفحات 167–173
98. 1 2  Lesko 1999، صفحات 172–174
99. ↑  Smith 2009، صفحات 96–98, 103
100. ↑  Frankfurter 1998، صفحات 56, 61, 103–104
101. ↑  Dijkstra 2008، صفحات 202–210
102. ↑  Frankfurter 1998، صفحات 18–20, 26–27
103. ↑  Dijkstra 2008، صفحات 342–347
104. ↑  Lesko 1999، صفحات 163–164, 166–168
105. ↑  Hays 2010، صفحات 4–5
106. ↑  Lesko 1999، صفحات 175, 177–179
107. ↑  Smith 2009، صفحات 54–55, 462
108. ↑  Yellin 2012b، صفحة 137
109. ↑  Dunand & Zivie-Coche 2004، صفحة 137
110. ↑  Kockelmann 2008، صفحة 73
111. ↑  Kockelmann 2008، صفحات 38–40, 81
112. ↑  Wilkinson 2003، صفحة 146
113. ↑  Mathews & Muller 2005، صفحات 5–6
114. ↑  Pinch 2006، صفحات 29, 144–146
115. ↑  Pinch 2006، صفحات 128–129
116. ↑  Meyer 1994، صفحات 27–29
117. ↑  Frankfurter 2009، صفحات 230–231
118. ↑  (Peters-Destéract 1997, p. 11-17)
119. ↑  (Peters-Destéract 1997, p. 49-79)
120. ↑  (Barucq & Daumas 1980, p. 455-456)
121. ↑  Woolf 2014، صفحات 73–79
122. ↑  Bommas 2012، صفحات 428–429
123. ↑  Ma 2014، صفحات 133–134
124. ↑  Hornung 2001، صفحات 19–25
125. ↑  Bremmer 2014، صفحات 140–141
126. ↑  Bommas 2012، صفحات 431–432
127. 1 2 3  Versluys 2004، صفحات 443–447
128. ↑  Orlin 2010، صفحات 3–7
129. ↑  Beard, North & Price 1998، صفحة 161
130. ↑  Takács 1995، صفحات 57, 64–67, 69
131. ↑  Orlin 2010، صفحات 204–207
132. ↑  Donalson 2003، صفحات 124–125
133. ↑  Orlin 2010، صفحة 211
134. ↑  Takács 1995، صفحات 83–86
135. ↑  Donalson 2003، صفحات 138–139, 159–162
136. ↑  Wild 1981، صفحات 149–151
137. ↑  Bommas 2012، صفحة 431
138. ↑  Bricault 2000، صفحة 206
139. ↑  Bricault 2001، صفحات 174–179
140. ↑  Donalson 2003، صفحات 177, 180–182
141. ↑  Tiradritti 2005، صفحات 21, 212
142. ↑  Beard, North & Price 1998، صفحات 248–249, 301–303
143. ↑  Alvar 2008، صفحات 216–217
144. ↑  Žabkar 1988، صفحات 135–137, 159–160
145. ↑  Alvar 2008، صفحات 39–40
146. ↑  Donalson 2003، صفحات 17–18
147. ↑  Heyob 1975، صفحات 48–50, 66–73
148. ↑  Heyob 1975، صفحة 53
149. ↑  Kraemer 1992، صفحة 74
150. ↑  Kraemer 1992، صفحات 76–77
151. ↑  Alvar 2008، صفحات 190–192
152. ↑  Sfameni Gasparro 2007، صفحة 43
153. ↑  Pachis 2010، صفحات 307–313
154. ↑  Solmsen 1979، صفحات 34–35, 40–43
155. 1 2  Donalson 2003، صفحات 68, 74–75
156. ↑  Alvar 2008، صفحات 296–300
157. ↑  Legras 2014، صفحات 96–97
158. ↑  Pachis 2010، صفحات 283–290
159. ↑  Donalson 2003، صفحات 177–178
160. ↑  Donalson 2003، صفحة 10
161. ↑  Griffiths 1970، صفحات 131, 284–285
162. ↑  Griffiths 1970، صفحة 284
163. ↑  Beard, North & Price 1998، صفحات 289–290
164. ↑  Gasparini 2016، صفحات 135–137
165. ↑  Gasparini 2011، صفحات 700, 716–717
166. ↑  Versluys 2007، صفحات 3–4
167. ↑  Takács 1995، صفحات 28–29
168. ↑  Renberg 2017، صفحة 331
169. ↑  Bommas 2012، صفحات 425, 430–431
170. ↑  Witt 1997، صفحات 200, 210–215
171. ↑  Witt 1997، صفحات 198–203
172. ↑  Witt 1997، صفحات 206–207
173. ↑  Griffiths 1970، صفحة 263
174. ↑  Solmsen 1979، صفحات 16–19, 53–57
175. ↑  Pakkanen 1996، صفحات 91, 94–100
176. ↑  Heyob 1975، صفحات 72–73
177. ↑  Donalson 2003، صفحة 8
178. ↑  Gasparini 2011، صفحات 706–708
179. ↑  Woolf 2014، صفحة 84
180. ↑  Lahelma & Fiema 2008، صفحات 209–211
181. ↑  Rives 1999، صفحات 80, 162
182. ↑  Sfameni Gasparro 2007، صفحات 54–56
183. ↑  Smith 2010، صفحات 243–246
184. ↑  Van Nuffelen 2010، صفحات 17–21, 26–27
185. ↑  Bianchi 2007، صفحات 480–482, 494
186. ↑  Delia 1998، صفحات 542–543
187. ↑  Griffiths 1975، صفحات 124–126
188. ↑  Walters 1988، صفحات 5–7
189. ↑  Walters 1988، صفحات 20–25
190. ↑  Donalson 2003، صفحات 6–7
191. ↑  Bianchi 2007، صفحة 494
192. 1 2  Beard, North & Price 1998، صفحات 236, 307–309
193. ↑  Burkert 1987، صفحات 46–50
194. ↑  Bøgh 2015، صفحات 279–282
195. ↑  Alvar 2008، صفحات 32–33
196. ↑  Takács 1995، صفحات 5–6
197. ↑  Orlin 2010، صفحة 206
198. ↑  Heyob 1975، صفحة 87
199. ↑  Heyob 1975، صفحات 95–96
200. ↑  Kraemer 1992، صفحة 76
201. ↑  Alvar 2008، صفحات 183–184
202. ↑  Donalson 2003، صفحة 49
203. ↑  Heyob 1975، صفحات 93–94, 103–105
204. ↑  Bowden 2010، صفحة 177
205. ↑  Bommas 2012، صفحة 430
206. ↑  Turcan 1996، صفحات 104–109
207. ↑  Donalson 2003، صفحات 34–35, 39
208. ↑  Wild 1981، صفحات 60–61, 154–157
209. ↑  Alvar 2008، صفحة 30
210. ↑  Salzman 1990، صفحة 240
211. ↑  Alvar 2008، صفحات 383–385
212. ↑  Beard, North & Price 1998، صفحة 286
213. 1 2  Bowden 2010، صفحات 207–210
214. ↑  Alvar 2008، صفحات 390–394
215. ↑  Alvar 2008، صفحات 419–421
216. ↑  Benko 1993، صفحات 1–4
217. ↑  Witt 1997، صفحات 272–274, 277
218. ↑  Benko 1993، صفحات 263–265
219. ↑  McGuckin 2008، صفحات 17–18
220. ↑  Heyob 1975، صفحات 74–76
221. ↑  Higgins 2012، صفحات 72–74
222. ↑  Mathews & Muller 2005، صفحات 6–9
223. ↑  Bolman 2005، صفحات 17–18
224. ↑  Higgins 2012، صفحات 78–79
225. ↑  Hornung 2001، صفحات 189–191, 195–196
226. ↑  Hornung 2001، صفحات 78, 83–86
227. ↑  van den Broek 2006، صفحة 478
228. ↑  Haage 2006، صفحة 24
229. ↑  Quentin 2012، صفحات 148–149
230. ↑  Hornung 2001، صفحة 196
231. ↑  Hadot 2006، صفحات 233–237
232. ↑  Hadot 2006، صفحات 266–269
233. ↑  Assmann 1997، صفحات 128–135
234. ↑  Spieth 2007، صفحات 91, 140
235. ↑  Humbert 2000، صفحات 175–178
236. ↑  Quentin 2012، صفحات 177–180
237. ↑  Ziolkowski 2008، صفحات 75–76
238. ↑  Quentin 2012، صفحات 225–227
239. ↑  Humbert 2000، صفحات 185, 188
240. ↑  Donalson 2003، صفحة 170
241. ↑  Witt 1997، صفحة 280
242. ↑  Khazan 2014

### معلومات المراجع كاملة
- Adler، Margot (1986). Drawing Down the Moon: Witches, Druids, Goddess-Worshippers, and Other Pagans in America Today, Revised and Expanded Edition  [لغات أخرى]‏. Beacon Press. ISBN:978-0-8070-3253-4.
- Alvar، Jaime (2008) [2001]. Romanising Oriental Gods: Myth, Salvation, and Ethics in the Cults of Cybele, Isis, and Mithras. Translated and edited by Richard Gordon. Brill. ISBN:978-90-04-13293-1.
- Andrews، Carol A.R. (2001). "Amulets". في Redford، Donald B. (المحرر). The Oxford Encyclopedia of Ancient Egypt. Oxford University Press. ج. 1. ISBN:978-0-19-510234-5.
- Assmann، Jan (1997). Moses the Egyptian: The Memory of Egypt in Western Monotheism. Harvard University Press. ISBN:978-0-674-58738-0.
- Assmann، Jan (2001) [1984]. The Search for God in Ancient Egypt. ترجمة: David Lorton. Cornell University Press. ISBN:978-0-8014-3786-1.
- Assmann، Jan (2005) [2001]. Death and Salvation in Ancient Egypt. ترجمة: David Lorton. Cornell University Press. ISBN:978-0-8014-4241-4.
- Baines، John (1996). "Myth and Literature". في Loprieno، Antonio (المحرر). Ancient Egyptian Literature: History and Forms. Cornell University Press. ISBN:978-90-04-09925-8.
- Beard، Mary؛ North، John؛ Price، Simon (1998). Religions of Rome, Volume I: A History. Cambridge University Press. ISBN:978-0-521-31682-8.
- Belayche، Nicole (2010). "Deus deum ... summorum maximus (Apuleius): Ritual Expressions of Distinction in the Divine World in the Imperial Period". في Mitchell، Stephen؛ Van Nuffelen، Peter (المحررون). One God: Pagan Monotheism in the Roman Empire. Cambridge University Press. ISBN:978-0-521-19416-7.
- Benko، Stephen (1993). The Virgin Goddess: Studies in the Pagan and Christian Roots of Mariology. Brill. ISBN:978-90-04-09747-6.
- Bianchi، Robert S. (1980). "Not the Isis-Knot". Bulletin of the Egyptological Seminar. ج. 2: 9–31.
- Bianchi, Robert S. (2007). "Images of Isis and Her Cultic Shrines Reconsidered: Towards an Egyptian Understanding of the Interpretatio Graeca". In Bricault, Laurent; Versluys, Miguel John; Meyboom, Paul G. P. (eds.). Nile into Tiber: Egypt in the Roman World. Proceedings of the IIIrd International Conference of Isis Studies, Faculty of Archaeology, Leiden University, May 11–14 2005 (بالفرنسية والإنجليزية). Brill. ISBN:978-90-04-15420-9.
- Bodel، John (2008). "Cicero's Minerva, Penates, and the Mother of the Lares: An Outline of Roman Domestic Religion". في Bodel، John؛ Olyan، Saul M. (المحررون). Household and Family Religion in Antiquity. Blackwell Publishing. ISBN:978-1-405-17579-1.
- Bøgh، Birgitte (2015). "Beyond Nock: From Adhesion to Conversion in the Mystery Cults". History of Religions. ج. 54 ع. 3: 260–287. JSTOR:678994.
- Bolman، Elizabeth (2005). "The Enigmatic Coptic Galaktotrophousa and the Cult of the Virgin Mary in Egypt". في Vassilaki، Maria (المحرر). Images of the Mother of God: Perceptions of the Theotokos in Byzantium. Ashgate Publishing. ISBN:978-0-7546-3603-8.
- Bommas، Martin (2012). "Isis, Osiris, and Serapis". في Riggs، Christina (المحرر). The Oxford Handbook of Roman Egypt. Oxford University Press. ISBN:978-0-19-957145-1.
- Bowden، Hugh (2010). Mystery Cults of the Ancient World. Princeton University Press. ISBN:978-0-691-14638-6.
- Bremmer، Jan N. (2014). Initiation into the Mysteries of the Ancient World. Walter de Gruyter. ISBN:978-3-11-029955-7.
- Bricault, Laurent (2000). "Études isiaques: perspectives". In Bricault, Laurent (ed.). De Memphis à Rome: Actes du Ier Colloque international sur les études isiaques, Poitiers – Futuroscope, 8–10 avril 1999 (بالفرنسية والإنجليزية). Brill. ISBN:978-90-04-11736-5.
- Bricault, Laurent (2001). Atlas de la diffusion des cultes isiaques (بالفرنسية). Diffusion de Boccard. ISBN:978-2-87754-123-7.
- Bricault, Laurent; Versluys, Miguel John (2014). "Isis and Empires". In Bricault, Laurent; Versluys, Miguel John (eds.). Power, Politics and the Cults of Isis. Proceedings of the Vth International Conference of Isis Studies, Boulogne-sur-Mer, October 13–15, 2011 (بالفرنسية والإنجليزية). Brill. ISBN:978-90-04-27718-2.
- Burkert، Walter (1987). Ancient Mystery Cults. Harvard University Press. ISBN:978-0-674-03387-0.
- Cooney، Kathlyn M. (ديسمبر 2010). "Gender Transformation in Death: A Case Study of Coffins from Ramesside Period Egypt". Near Eastern Archaeology. ج. 73 ع. 4: 224–237. JSTOR:41103940.
- Cruz-Uribe، Eugene (2010). "The Death of Demotic Redux: Pilgrimage, Nubia, and the Preservation of Egyptian Culture". في Knuf، Hermann؛ Leitz، Christian؛ von Recklinghausen، Daniel (المحررون). Honi soit qui mal y pense: Studien zum pharaonischen, griechisch-römischen und spätantiken Ägypten zu Ehren von Heinz-Josef Thissen. Peeters. ISBN:978-90-429-2323-2.
- Delia، Diana (1998). "Isis, or the Moon". في Clarysse، Willy؛ Schoors، Anton؛ Willems، Harco (المحررون). Egyptian Religion: The Last Thousand Years. Studies Dedicated to the Memory of Jan Quaegebeur. Peeters. ISBN:978-90-429-0669-3.
- Dijkstra، Jitse H. F. (2008). Philae and the End of Ancient Egyptian Religion. Peeters. ISBN:978-90-429-2031-6.
- Donalson، Malcolm Drew (2003). The Cult of Isis in the Roman Empire: Isis Invicta. The Edwin Mellen Press. ISBN:978-0-7734-6894-8.
- Dunand، Françoise؛ Zivie-Coche، Christiane (2004) [1991]. Gods and Men in Egypt: 3000 BCE to 395 CE. ترجمة: David Lorton. Cornell University Press. ISBN:978-0-8014-8853-5.
- Dunand, Françoise (2010). "Culte d'Isis ou religion Isiaque?". In Bricault, Laurent; Versluys, Miguel John (eds.). Isis on the Nile: Egyptian Gods in Hellenistic and Roman Egypt. Proceedings of the IVth International Conference of Isis Studies, Liège, November 27–29, 2008 (بالفرنسية والإنجليزية والألمانية). Brill. ISBN:978-90-04-18882-2.
- Forrest، M. Isidora (2001). Isis Magic: Cultivating a Relationship with the Goddess of 10,000 Names. Llewellyn Worldwide. ISBN:978-1-56718-286-6.
- Frankfort، Henri (1978) [1948]. Kingship and the Gods: A Study of Ancient Near Eastern Religion as the Integration of Society & Nature. University of Chicago Press. ISBN:978-0-226-26011-2.
- Frankfurter، David (1998). Religion in Roman Egypt: Assimilation and Resistance. Princeton University Press. ISBN:978-0-8014-3847-9.
- Frankfurter، David (2009). "The Laments of Horus in Coptic: Myth, Folklore, and Syncretism in Late Antique Egypt". في Dill، Ueli؛ Walde، Christine John (المحررون). Antike Mythen: Medien, Transformationen und Konstruktionen. Walter de Gruyter. ISBN:978-3-11-020909-9.
- Gasparini، Valentino (2011). "Isis and Osiris: Demonology vs. Henotheism?". Numen. ج. 58 ع. 5/6: 697–728. JSTOR:23046225.
- Gasparini، Valentino (2016). "'I will not be thirsty. My lips will not be dry': Individual Strategies of Re-constructing the Afterlife in the Isiac Cults". في Waldner، Katharina؛ Gordon، Richard؛ Spickermann، Wolfgang (المحررون). Burial Rituals, Ideas of Afterlife, and the Individual in the Hellenistic World and the Roman Empire. Franz Steiner Verlag. ISBN:978-3-515-11550-6.
- Griffiths، J. Gwyn (1960). The Conflict of Horus and Seth. Liverpool University Press. OCLC:473891027.
- Griffiths، J. Gwyn، المحرر (1970). Plutarch's De Iside et Osiride. University of Wales Press. OCLC:101107.
- Griffiths، J. Gwyn، المحرر (1975). Apuleius, the Isis-book (Metamorphoses, book XI). Brill. ISBN:978-90-04-04270-4.
- Griffiths، J. Gwyn (1980). The Origins of Osiris and His Cult. Brill. ISBN:978-90-04-06096-8.
- Griffiths، J. Gwyn (2001). "Isis". في Redford، Donald B. (المحرر). The Oxford Encyclopedia of Ancient Egypt. Oxford University Press. ج. 2. ISBN:978-0-19-510234-5.
- Hadot، Pierre (2006) [2004]. The Veil of Isis: An Essay on the History of the Idea of Nature. ترجمة: Michael Chase. The Belknap Press of Harvard University Press. ISBN:978-0-674-02316-1.
- Haage، Bernard D. (2006). "Alchemy II: Antiquity–12th Century". في Hanegraaff، Wouter J.؛ Faivre، Antoine؛ van den Broek، Roelof؛ Brach، Jean-Pierre (المحررون). Dictionary of Gnosis & Western Esotericism. Brill. ISBN:978-90-04-15231-1.
- Hanson، J. Arthur، المحرر (1996). Metamorphoses (The Golden Ass), Volume II: Books 7–11. Harvard University Press. ISBN:978-0-674-99498-0.
- Hart، George (2005). The Routledge Dictionary of Egyptian Gods and Goddesses, Second Edition. Routledge. ISBN:978-0-203-02362-4.
- Hays، Harold M. (2010). Wendrich، Willeke (المحرر). "Funerary Rituals (Pharaonic Period)". UCLA Encyclopedia of Egyptology. Department of Near Eastern Languages and Cultures, UC Los Angeles. مؤرشف من الأصل في 2020-08-01. اطلع عليه بتاريخ 2017-12-10.
- Heyob، Sharon Kelly (1975). The Cult of Isis among Women in the Graeco-Roman World. Brill. ISBN:978-90-04-04368-8.
- Higgins، Sabrina (2012). "Divine Mothers: The Influence of Isis on the Virgin Mary in Egyptian Lactans-Iconography". Journal of the Canadian Society for Coptic Studies. ج. 3 ع. 4: 71–90.
- Hollis، Susan Tower (2009). "Hathor and Isis in Byblos in the Second and First Millennia BCE". Journal of Ancient Egyptian Interconnections. ج. 1 ع. 2: 1–8.
- Hornung، Erik (2001) [1999]. The Secret Lore of Egypt: Its Impact on the West. ترجمة: David Lorton. Cornell University Press. ISBN:978-0-8014-3847-9.
- Humbert, Jean-Marcel (2000). "Les nouveaux mystères d'Isis, ou les avatars d'un mythe du XVIe au XXe siècle". In Bricault, Laurent (ed.). De Memphis à Rome: Actes du Ier Colloque international sur les études isiaques, Poitiers – Futuroscope, 8–10 avril 1999 (بالفرنسية والإنجليزية). Brill. ISBN:978-90-04-11736-5.
- Hutton، Ronald (1999). The Triumph of the Moon: A History of Modern Pagan Witchcraft  [لغات أخرى]‏. Oxford University Press. ISBN:978-0-19-820744-3.
- Khazan، Olga (22 سبتمبر 2014). "ISIS Has Recently Become a Popular Girls' Name". The Atlantic. مؤرشف من الأصل في 2020-08-01. اطلع عليه بتاريخ 2017-12-10.
- Kockelmann، Holger (2008). Praising the Goddess: A Comparative and Annotated Re-Edition of Six Demotic Hymns and Praises Addressed to Isis. Walter de Gruyter. ISBN:978-3-11-021224-2.
- Kraemer، Ross Shepard (1992). Her Share of the Blessings: Women's Religions among Pagans, Jews, and Christians in the Greco-Roman World. Oxford University Press. ISBN:978-0-19-506686-9.
- Kuhlmann، Klaus P. (2011). Wendrich، Willeke (المحرر). "Throne". UCLA Encyclopedia of Egyptology. Department of Near Eastern Languages and Cultures, UC Los Angeles. مؤرشف من الأصل في 2020-08-09. اطلع عليه بتاريخ 2017-12-10.
- Lahelma، Antti؛ Fiema، Zbigniew T. (2008). "From Goddess to Prophet: 2000 Years of Continuity on the Mountain of Aaron near Petra, Jordan". Temenos: Nordic Journal of Comparative Religion. ج. 44 ع. 2: 191–222.
- Legras, Bernard (2014). "Sarapis, Isis et le pouvoir lagide". In Bricault, Laurent; Versluys, Miguel John (eds.). Power, Politics and the Cults of Isis. Proceedings of the Vth International Conference of Isis Studies, Boulogne-sur-Mer, October 13–15, 2011 (بالفرنسية والإنجليزية). Brill. ISBN:978-90-04-27718-2.
- Lesko، Barbara S. (1999). The Great Goddesses of Egypt. University of Oklahoma Press. ISBN:978-0-8061-3202-0.
- Ma, John (2014). "Les cultes isiaques en l'espace seleucide". In Bricault, Laurent; Versluys, Miguel John (eds.). Power, Politics and the Cults of Isis. Proceedings of the Vth International Conference of Isis Studies, Boulogne-sur-Mer, October 13–15, 2011 (بالفرنسية والإنجليزية). Brill. ISBN:978-90-04-27718-2.
- Macpherson، Jay (2004). "The Travels of Sethos". Lumen: Selected Proceedings from the Canadian Society for Eighteenth-Century Studies. ج. 23: 235–254.
- Mathews، Thomas F.؛ Muller، Norman (2005). "Isis and Mary in Early Icons". في Vassilaki، Maria (المحرر). Images of the Mother of God: Perceptions of the Theotokos in Byzantium. Ashgate Publishing. ISBN:978-0-7546-3603-8.
- McClain، Brett (2011). Wendrich، Willeke (المحرر). "Cosmogony  (Late to Ptolemaic and Roman Periods)". UCLA Encyclopedia of Egyptology. Department of Near Eastern Languages and Cultures, UC Los Angeles. مؤرشف من الأصل في 2020-08-09. اطلع عليه بتاريخ 2017-12-10.
- McGuckin، John (2008). "The Early Cult of Mary and Inter-Religious Contexts in the Fifth-Century Church". في Maunder، Chris (المحرر). The Origins of the Cult of the Virgin Mary. Burns and Oates. ISBN:978-0860-12456-6.
- Meeks، Dimitri؛ Favard-Meeks، Christine (1996) [1993]. Daily Life of the Egyptian Gods. ترجمة: G. M. Goshgarian. Cornell University Press. ISBN:978-0-8014-8248-9.
- Meyer، Marvin (1994). "Greek Texts of Ritual Power from Christian Egypt". في Meyer، Marvin؛ Smith، Richard (المحررون). Ancient Christian Magic: Coptic Texts of Ritual Power. HarperSanFrancisco. ISBN:978-0-06-065578-5.
- Morkot، Robert G. (2012). "Kings and Kingship in Ancient Nubia". في Fisher، Marjorie M.؛ Lacovara، Peter؛ Ikram، Salima؛ D'Auria، Sue (المحررون). Ancient Nubia: African Kingdoms on the Nile. The American University in Cairo Press. ISBN:978-977-416-478-1.
- Münster, Maria (1968). Untersuchungen zur Göttin Isis vom Alten Reich bis zum Ende des Neuen Reiches (بالألمانية). Verlag Bruno Hessling. OCLC:925981274.
- Naerebout, Frederick (2007). "The Temple at Ras el-Soda. Is It an Isis Temple? Is It Greek, Roman, Egyptian, or Neither? And So What?". In Bricault, Laurent; Versluys, Miguel John; Meyboom, Paul G. P. (eds.). Nile into Tiber: Egypt in the Roman World. Proceedings of the IIIrd International Conference of Isis Studies, Faculty of Archaeology, Leiden University, May 11–14 2005 (بالفرنسية والإنجليزية). Brill. ISBN:978-90-04-15420-9.
- Orlin، Eric M. (2010). Foreign Cults in Rome: Creating a Roman Empire. Oxford University Press. ISBN:978-0-19-973155-8.
- Pachis، Panayotis (2010). Religion and Politics in the Graeco-Roman World: Redescribing the Isis-Sarapis Cult. Barbounakis Publications. ISBN:978-960-267-140-5.
- Pakkanen، Petra (1996). Interpreting Early Hellenistic Religion: A Study Based on the Mystery Cult of Demeter and the Cult of Isis. Foundation of the Finnish Institute at Athens. ISBN:978-951-95295-4-7.
- Pfeiffer، Stephan (2008). "The God Serapis, his Cult and the Beginnings of the Ruler Cult in Ptolemaic Egypt". في McKechnie، Paul؛ Guillaume، Philippe (المحررون). Ptolemy II Philadelphus and His World. Brill. ISBN:978-90-04-17089-6.
- Pinch، Geraldine (2004) [2002]. Egyptian Mythology: A Guide to the Gods, Goddesses, and Traditions of Ancient Egypt. Oxford University Press. ISBN:978-0-19-517024-5.
- Pinch، Geraldine (2006). Magic in Ancient Egypt, Revised Edition. University of Texas Press/British Museum Press. ISBN:978-0-292-72262-0.
- Plantzos، Dimitris (2011). "The Iconography of Assimilation: Isis and Royal Imagery on Ptolemaic Seal Impressions". في Iossif، Panagiotis؛ Chankowski، Andrzej S.؛ Lorber، Catherine C. (المحررون). More Than Men, Less Than Gods: On Royal Cult and Imperial Worship. Proceedings of the International Colloquium Organized by the Belgian School at Athens (November 1–2, 2007). Peeters. ISBN:978-90-429-2470-3.
- Quentin, Florence (2012). Isis l'Éternelle: Biographie d'une mythe féminin (بالفرنسية). Albin Michel. ISBN:978-2-226-24022-4.
- Renberg، Gil H. (2017). Where Dreams May Come: Incubation Sanctuaries in the Greco-Roman World. Brill. ISBN:978-90-04-29976-4.
- Rives، J. B.، المحرر (1999). Tacitus: Germania. Clarendon Press. ISBN:978-0-19-815050-3.
- Salzman، Michele Renee (1990). On Roman Time: The Codex-Calendar of 354 and the Rhythms of Urban Life in Late Antiquity. University of California Press. ISBN:978-0-520-06566-6.
- Sandri، Sandra (2012). "Terracottas". في Riggs، Christina (المحرر). The Oxford Handbook of Roman Egypt. Oxford University Press. ISBN:978-0-19-957145-1.
- Sfameni Gasparro, Giulia (2007). "The Hellenistic Face of Isis: Cosmic and Saviour Goddess". In Bricault, Laurent; Versluys, Miguel John; Meyboom, Paul G. P. (eds.). Nile into Tiber: Egypt in the Roman World. Proceedings of the IIIrd International Conference of Isis Studies, Faculty of Archaeology, Leiden University, May 11–14 2005 (بالفرنسية والإنجليزية). Brill. ISBN:978-90-04-15420-9.
- Smith، Mark (2009). Traversing Eternity: Texts for the Afterlife from Ptolemaic and Roman Egypt. Oxford University Press. ISBN:978-0-19-815464-8.
- Smith، Mark (2017). Following Osiris: Perspectives on the Osirian Afterlife from Four Millennia. Oxford University Press. ISBN:978-0-19-958222-8.
- Smith، Mark S. (2010) [2008]. God in Translation: Deities in Cross-Cultural Discourse in the Biblical World. Eerdmans. ISBN:978-0-8028-6433-8.
- Solmsen، Friedrich (1979). Isis among the Greeks and Romans. Harvard University Press. ISBN:978-0-674-46775-0.
- Spieth، Darius A. (2007). Napoleon's Sorcerers: The Sophisians. University of Delaware Press. ISBN:978-0-87413-957-0.
- Takács، Sarolta A. (1995). Isis and Sarapis in the Roman World. Brill. ISBN:978-90-04-10121-0.
- Teeter، Emily (2001). "Cults: Divine Cults". في Redford، Donald B. (المحرر). The Oxford Encyclopedia of Ancient Egypt. Oxford University Press. ج. 1. ISBN:978-0-19-510234-5.
- Thompson، Dorothy (1998). "Demeter in Graeco-Roman Egypt". في Clarysse، Willy؛ Schoors، Anton؛ Willems، Harco (المحررون). Egyptian Religion: The Last Thousand Years. Studies Dedicated to the Memory of Jan Quaegebeur. Peeters. ISBN:978-90-429-0669-3.
- Tiradritti، Francesco (2005). "The Return of Isis in Egypt: Remarks on Some Statues of Isis and on the Diffusion of Her Cult in the Greco-Roman World". في Hoffmann، Adolf (المحرر). Ägyptische Kulte und ihre Heiligtümer im Osten des Römischen Reiches. Internationales Kolloquium 5./6. September 2003 in Bergama (Türkei). Ege Yayınları. ISBN:978-1-55540-549-6.
- Tobin، Vincent Arieh (2001). "Myths: An Overview". في Redford، Donald B. (المحرر). The Oxford Encyclopedia of Ancient Egypt. Oxford University Press. ج. 2. ISBN:978-0-19-510234-5.
- Traunecker، Claude (2001). "Kamutef". في Redford، Donald B. (المحرر). The Oxford Encyclopedia of Ancient Egypt. Oxford University Press. ج. 2. ISBN:978-0-19-510234-5.
- Troy، Lana (1986). Patterns of Queenship in Ancient Egyptian Myth and History. Acta Universitatis Upsaliensis. ISBN:978-91-554-1919-6.
- Turcan، Robert (1996) [1992]. The Cults of the Roman Empire. ترجمة: Antonia Nevill. Blackwell. ISBN:978-0-631-20046-8.
- van den Broek، Roelof (2006). "Hermes Trismegistus I: Antiquity". في Hanegraaff، Wouter J.؛ Faivre، Antoine؛ van den Broek، Roelof؛ Brach، Jean-Pierre (المحررون). Dictionary of Gnosis & Western Esotericism. Brill. ISBN:978-90-04-15231-1.
- Vanderlip، Vera Frederika (1972). The Four Greek Hymns of Isidorus and the Cult of Isis. A.M. Hakkert. ISBN:978-0-89130-699-3.
- Van Nuffelen، Peter (2010). "Pagan Monotheism as a Religious Phenomenon". في Mitchell، Stephen؛ Van Nuffelen، Peter (المحررون). One God: Pagan Monotheism in the Roman Empire. Cambridge University Press. ISBN:978-0-521-19416-7.
- Venit, Marjorie S. (2010). "Referencing Isis in Tombs of Graeco-Roman Egypt: Tradition and Innovation". In Bricault, Laurent; Versluys, Miguel John (eds.). Isis on the Nile: Egyptian Gods in Hellenistic and Roman Egypt. Proceedings of the IVth International Conference of Isis Studies, Liège, November 27–29, 2008 (بالفرنسية والإنجليزية والألمانية). Brill. ISBN:978-90-04-18882-2.
- Versluys, Miguel John (2004). "Isis Capitolina and the Egyptian Cults in Late Republican Rome". In Bricault, Laurent (ed.). Isis en Occident: Actes du IIème Colloque international sur les études isiaques, Lyon III 16–17 mai 2002 (بالفرنسية والألمانية والإنجليزية والإيطالية). Brill. ISBN:978-90-04-13263-4.
- Versluys, Miguel John (2007). "Aegyptiaca Romana: The Widening Debate". In Bricault, Laurent; Versluys, Miguel John; Meyboom, Paul G. P. (eds.). Nile into Tiber: Egypt in the Roman World. Proceedings of the IIIrd International Conference of Isis Studies, Faculty of Archaeology, Leiden University, May 11–14 2005 (بالفرنسية والإنجليزية). Brill. ISBN:978-90-04-15420-9.
- Versnel، H. S. (2011). Coping with the Gods: Wayward Readings in Greek Theology. Brill. ISBN:978-90-04-20490-4.
- Vinson، Steve (2008). "Through a Woman's Eyes, and in a Woman's Voice: Ihweret as Focalizor in the First Tale of Setna Khaemwas". في McKechnie، Paul؛ Guillaume، Philippe (المحررون). Ptolemy II Philadelphus and His World. Brill. ISBN:978-90-04-17089-6.
- Walters، Elizabeth J. (1988). Attic Grave Reliefs that Represent Women in the Dress of Isis. American School of Classical Studies at Athens. ISBN:978-90-04-06331-0.
- Wente، Edward F. (2001). "Monotheism". في Redford، Donald B. (المحرر). The Oxford Encyclopedia of Ancient Egypt. Oxford University Press. ج. 2. ISBN:978-0-19-510234-5.
- Wild، Robert A. (1981). Water in the Cultic Worship of Isis and Serapis. Brill. ISBN:978-90-04-06331-0.
- Wilkinson، Richard H. (2003). The Complete Gods and Goddesses of Ancient Egypt. Thames & Hudson. ISBN:978-0-500-05120-7.
- Witt، R.E. (1997) [1971]. Isis in the Ancient World. Johns Hopkins University Press. ISBN:978-0-8018-5642-6.
- Woolf, Greg (2014). "Isis and the Evolution of Religions". In Bricault, Laurent; Versluys, Miguel John (eds.). Power, Politics and the Cults of Isis. Proceedings of the Vth International Conference of Isis Studies, Boulogne-sur-Mer, October 13–15, 2011 (بالفرنسية والإنجليزية). Brill. ISBN:978-90-04-27718-2.
- Yellin، Janice W. (2012a). "Wad ban Naqa". في Fisher، Marjorie M.؛ Lacovara، Peter؛ Ikram، Salima؛ D'Auria، Sue (المحررون). Ancient Nubia: African Kingdoms on the Nile. The American University in Cairo Press. ISBN:978-977-416-478-1.
- Yellin، Janice W. (2012b). "Nubian Religion". في Fisher، Marjorie M.؛ Lacovara، Peter؛ Ikram؛ D'Auria، Sue (المحررون). Ancient Nubia: African Kingdoms on the Nile. The American University in Cairo Press. ISBN:978-977-416-478-1.
- Žabkar، Louis V. (1988). Hymns to Isis in Her Temple at Philae. Brandeis University Press. ISBN:978-0-87451-395-0.
- Ziolkowski، Theodore (Summer 2008). "The Veil as Metaphor and Myth". Religion & Literature. ج. 40 ع. 2: 61–81.

## روابط خارجية
- «إيزيس واسم رع»، بقلم أ. ماكدويل (باللغة الإنكليزية).
- لوكيوس أبيليوس: الحمار الذهبي، الكتاب الحادي عشر، بقلم أ. كلاين. (باللغة الإنكليزية).